# Islamismus

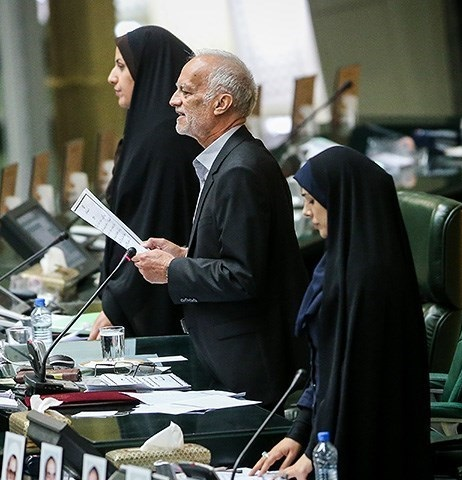
Die Staats- und Regierungsformen einzelner Länder basieren auf islamistischen Vorstellungen, etwa die Islamische Republik Iran. Parlamentseröffnung 2016.

Islamismus (arabisch إسلاموية, DMG Islāmawiyya) ist eine politische Ideologie, die die Gestaltung der Politik und Gesellschaft anhand von Werten und Normen anstrebt, die aus der Religion des Islam abgeleitet werden. Die Vorstellungen islamistischer Bewegungen sind uneinheitlich und reichen von einer politischen Gestaltung innerhalb säkularer und demokratischer Systeme bis hin zur fundamentalen Ablehnung ebendieser und dem Eintreten für einen totalitären Gottesstaat, mitunter durch Gewalt und Terrorismus (→ Islamistischer Terrorismus).
Der Begriff Islamismus ist stark politisiert; eine einheitliche Definition existiert weder in wissenschaftlichen, sicherheitsbehördlichen noch journalistischen Beschreibungen; sie variiert stark und ist ebenso geprägt von Erkenntnisinteressen, weshalb auch die Kriterien, welche Personen und Gruppierungen als islamistisch eingestuft werden, nicht einheitlich sind. Hinzu kommen Überschneidungen mit alternativen Begriffen wie politischer Islam und islamischer Fundamentalismus, wobei sich seit dem Jahr 2000 im deutschsprachigen Raum Islamismus als „Dachbegriff“ durchgesetzt hat. Die Abgrenzung zum islamischen Fundamentalismus, politischen Islam und Panislamismus ist ebenso umstritten wie die Frage, wann der Islamismus erstmals aufgetreten ist.

## Definition

### Problem der Definition
Eine einheitliche Definition von Islamismus existiert nicht. Vielmehr existieren in der Wissenschaft und den Sicherheitsbehörden verschiedene Auffassungen und Denkschulen der Bedeutung von Islamismus; noch uneinheitlicher wird die Definitionsfrage durch die Nutzung des Begriffs in der Politik und den Medien. Entsprechend variieren die Definitionen stark und sind dabei geprägt von eigenen Erkenntnisinteressen (insbesondere im Fall der Sicherheitsbehörden, Politik und Medien), weshalb auch die Kriterien, welche Personen und Gruppierungen als islamistisch eingestuft werden, uneinheitlich sind. Hinzu kommen Überschneidungen mit alternativen Begriffen wie Politischer Islam und Islamischer Fundamentalismus, wobei sich seit dem Jahr 2000 im deutschsprachigen Raum Islamismus als „Dachbegriff“ durchgesetzt hat.

Der Minimalkonsens dieser verschiedenen Definitionen von Islamismus lässt sich wie folgt beschreiben:
„Beim Islamismus handelt es sich um Bestrebungen zur Umgestaltung von Gesellschaft, Kultur, Staat oder Politik anhand von Werten und Normen, die als islamisch angesehen werden.“ – Tilman Seidensticker, Professor für Islamwissenschaft an der Universität Jena.

„Der kleinste gemeinsame Nenner der unterschiedlichen Strömungen und Personen, die nach verschiedenen Definitionen als islamistisch bezeichnet werden, ist das Bestreben, dass der Islam nicht nur den individuellen Bezug des Menschen zu Gott im Privaten prägen soll, sondern auch die politische und gesellschaftliche Ordnung.“ – Sabine Damir-Geilsdorf, Professorin für Islamwissenschaft an der Universität Köln.
Im Wesentlichen lassen sich die verschiedenen Definitionen von Islamismus in zwei Denkschulen unterscheiden.

### Definition 1: 'Islamismus' als Bestrebung islamische Werte und Vorstellungen politisch umzusetzen

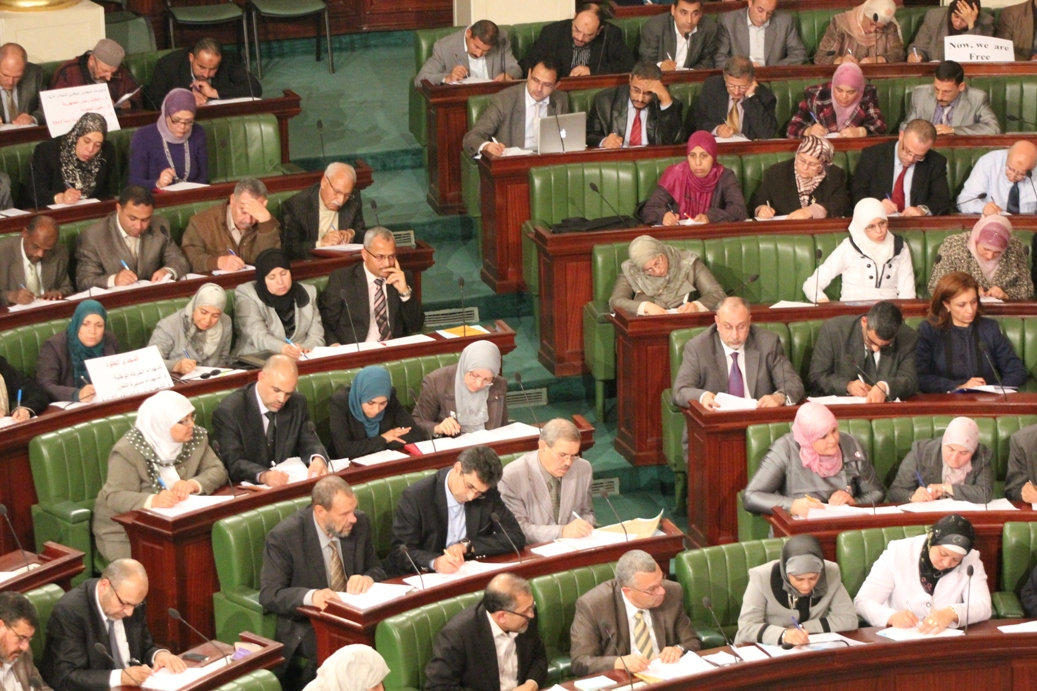
Mitglieder der islamistischen Ennahda-Partei in der Verfassungsgebenden Versammlung Tunesiens, 2011.

Die erste Definition weitet den Begriff Islamismus zur Beschreibung politischer Bewegungen mit „Bestrebungen zur Umgestaltung von Gesellschaft, Kultur, Staat oder Politik anhand von Werten und Normen, die als islamisch angesehen werden.“ Nach Tilman Seidensticker reicht das Spektrum islamistischer Bestrebungen über erzieherisch, missionarische Tätigkeiten, das Engagement in politischen Parteien bis hin zu revolutionären Umsturzplänen. Islamistische Bewegungen haben daher verschiedenste Präferenzen und Wahl der Mittel, mit denen sie ihre Ziele erreichen wollen. Da viele islamistische Bewegungen und Parteien sich in ihren jeweiligen Ländern am politischen – teils säkular-demokratischen – Staatssystemen beteiligen, ohne die politische Ordnung infrage zu stellen oder gegen sie indirekt zu operieren, lehnen die Anhänger dieser Denkschule es ab, Islamismus prinzipiell als eine extremistische Ideologie zu definieren.
„Politischer Islam (Islamismus) ist nicht gleichbedeutend mit gewalttätigem, radikalem oder extremistischem Islamismus, und er ist nicht auf oppositionelle Gruppen beschränkt. Das Spektrum reicht von Befürwortern einer islamischen Republik bis zu Sympathisanten einer islamischen Monarchie oder eines wiederbelebten Kalifats und von selbsternannten Liberalen bis zu kompromisslosen Konservativen. Einige Islamisten werden gemeinhin als gemäßigt oder pragmatisch, andere als radikal, militant oder extremistisch bezeichnet.“ – Gudrun Krämer, Professorin für Islamwissenschaft an der Freien Universität Berlin.

„Der Begriff (Islamismus) kann ein sehr breites Spektrum von Phänomenen von einem gewalttätigen Extremismus bis hin zu legalen Engagement im Rahmen der Demokratie bezeichnen, die nichts als den Bezug auf den Islam gemeinsam haben.“ – Christian Meier, Islamwissenschaftler.

### Definition 2: 'Islamismus' als politischer Extremismus

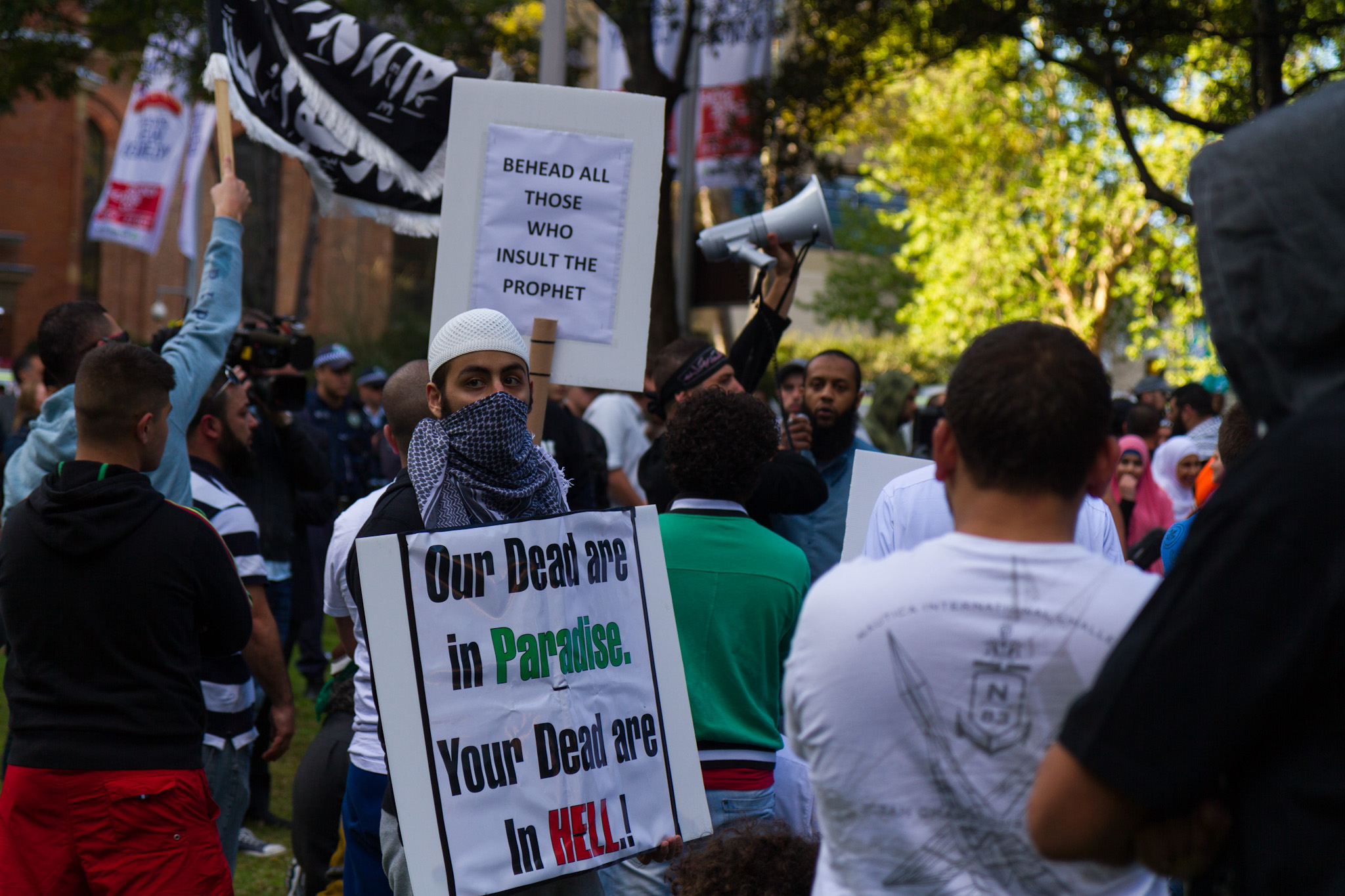
Islamistische Extremisten auf einer Demonstration mit Plakataufschriften wie „Köpft alle, die den Propheten beleidigen“ und „Unsere Toten sind im Paradies, eure Toten sind in der Hölle!“

Die zweite bedeutende Definition verengt das Spektrum dieser Bewegungen bzw. unterstellt Islamisten, prinzipiell fundamentalistisch zu sein und eine Gesellschaftsordnung anzustreben, die auf eine theokratische, teils diktatorische und totalitäre Regierungsform hinausläuft, die im Widerspruch zu Werten wie Individualismus, Pluralismus und Volkssouveränität, Menschenrechten, Gleichstellung der Geschlechter, LGBT, Religions- und Meinungsfreiheit steht. Als Belege dienen hierbei zahlreiche Beispiele von bedeutenden islamistischen Bewegungen, die derartige Ziele verfolgen bzw. aktiv umsetzen. Diese zweite Definition von Islamismus wird auch seitens des deutschen Bundesamt für Verfassungsschutz angewandt:
„Der Islamismus postuliert die Existenz einer gottgewollten und daher ‚wahren‘ und absoluten Ordnung, die über den von Menschen gemachten Ordnungen steht. Mit ihrer Auslegung des Islam stehen Islamisten insbesondere im Widerspruch zu den im Grundgesetz verankerten Grundsätzen der Volkssouveränität, der Trennung von Staat und Religion, der freien Meinungsäußerung und der allgemeinen Gleichberechtigung“

### Begriffskritik und missbräuchliche Nutzung
Abseits der Wissenschaft, wo zumindest beide Definitionen diskutiert und je nach Denkschule angewandt werden, ist die zweite Definition die in der Öffentlichkeit dominierende und wird mit staatsfeindlichen Aktivitäten bzw. Vorstellungen assoziiert. Aus der Wissenschaft gibt es hieran starke Kritik. Letztlich würden damit gänzlich verschiedene soziale Gruppen und Individuen mit demselben Begriff beschrieben werden: von Terroristen über rechtskonforme, demokratisch gewählte Personen bis hin zu Muslimen, die lediglich ihren Glauben praktizieren. Sabine Damir-Geilsdorf und Thomas Bauer verweisen etwa darauf, dass etwa im Falle sozialistischer oder christlich-politischer Bewegungen die Nutzung von Oberbegriffen wie Sozialismus oder Politisches Christentum nicht erfolgen.
Letztlich werde damit der politischen Instrumentalisierung des Begriffes zur Legitimation und Durchsetzung politischer Interessen Vorschub geleitet. Tilman Seidensticker warnt: „Bezeichnungen (wie Islamismus) können in einem solchen Umfeld zum Transport innenpolitischer Interessen dienen, was mit dem sachbezogenen Interesse der akademischen Disziplinen kollidiert.“ Auch Thomas Schmidinger warnt, dass die gegenwärtige Definition (Nr. 2) des Islamismus vielfach der Markierung von Akteuren dient, „die pauschal und statisch als verfassungsfeindlich beschrieben werden, ohne dabei Differenzierungen innerhalb des beschriebenen Spektrums zu berücksichtigen“. Während Schmidinger bei nicht-extremistischen Islamisten stattdessen für den Begriff Politischer Islam plädiert, kritisieren etwa Hazim Fouad und Behnam Said, dass dieser politisch in islamfeindlichen Diskursen gleichsam genutzt wird, um „religiös motivierte politische Aktivitäten von Muslimen unter den Generalverdacht des Extremismus und der Verfassungsfeindlichkeit zu stellen.“

## Geschichte

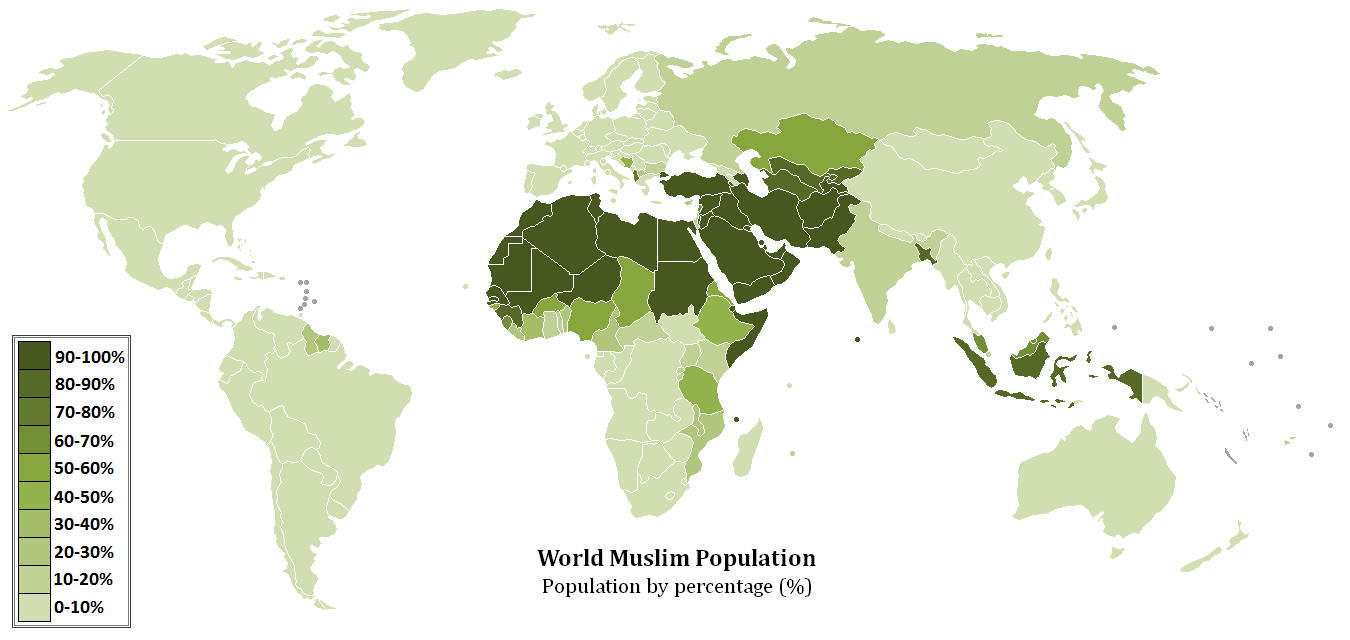
Weltkarte mit Anteil an muslimischer Bevölkerung nach einzelnen Ländern, 2008

Dem Islam gehören heute weltweit über zwei Milliarden Menschen an, in der Organisation für Islamische Zusammenarbeit sind heute 56 Staaten vertreten, in denen sich entweder die Mehrheit oder ein signifikanter Teil der Bevölkerung zum Islam bekennen und sich die Stellung von Islamisten und der Umgang mit ihnen je nach Zeit, Land, politischem System und einzelner Bewegung unterscheidet. Es gibt somit keine einheitliche, lineare Entwicklung und Geschichte des Islamismus. Die nachfolgenden Darstellungen konzentrieren sich daher auf wesentliche Entwicklungen, Vordenker und Organisationen des Islamismus und bedeutende politische Ereignisse und Entwicklungen mit großer, auch internationaler Bedeutung.

### Vordenker im 18. Jahrhundert
In der Geschichte des Islam gab es immer wieder fundamentalistische und radikale religiöse Bewegungen, die zur Rückbesinnung auf die Werte der Vorväter aufriefen; damit sind die ersten drei Generationen von Muslimen gemeint, bis einschließlich Ahmad ibn Hanbal. Dazu gehören die Wahhabiten, die seit dem 18. Jahrhundert die Lehre Muhammad ibn ʿAbd al-Wahhābs befolgen, die bis heute die ideologische Grundlage Saudi-Arabiens darstellt. Ein weiterer wichtiger „geistiger Ahne“ ist der Damaszener Rechtsgelehrte Ibn Taimiya (1263–1328). Neu im Islamismus ist der Aufruf zur Reformierung des Islam, begonnen vor allem durch Modernisierer wie Dschamal ad-Din al-Afghani und Muhammad Abduh, die Ende des 19. Jahrhunderts die Lücke zwischen mittelalterlichem Islamverständnis und vom Westen eindringender Modernität durch eine Reformierung der Religion schließen wollten.

### Ausklang des 19. Jahrhunderts: Arabische Denker wollen das Islamverständnis korrigieren
Das Ende des 19. Jahrhunderts bedeutete für einen großen Teil der arabisch-islamischen Welt einen kulturellen und religiösen Niedergang. Das Osmanische Reich löste sich langsam in seine Bestandteile auf, Ägypten stand unter britischer Herrschaft. Die Zentralregierung in Konstantinopel erwies sich als unfähig, die politischen, wirtschaftlichen und sozialen Herausforderungen des beginnenden 20. Jahrhunderts aufzugreifen. Die Sultane galten als korrupt und schlechte Vorbilder für die Muslime. Das Sultanat, das seine Legitimität darauf stützte, das islamische Reich zusammenzuhalten und die Religion zu fördern, erwies sich als unfähig, diese Aufgabe zu bewältigen. Massive Schulden zwangen das Osmanische Reich, europäischen Großmächten Konzessionen und Vorteile bei Investitionen, beim Erforschen und Fördern von Rohstoffen – etwa dem Erdöl – zu gewähren. Ende des 19. Jahrhunderts war das Reich von Europa finanziell abhängig.
Durch die einschneidenden Transformationen, die die arabische Welt in wirtschaftlichen und soziokulturellen Bereichen durchliefen, sahen sich die islamischen Gesellschaften mit neuen Schwierigkeiten konfrontiert. Der größer werdende Einfluss der europäischen Großmächte führte zu Zweifeln an der islamischen Vormacht; durch Migration und Urbanisierung wurden die traditionell bedeutenden Familienverbände geschwächt, Industrialisierung und Individualisierung führten zu Lockerung des Sozialgefüges und Selbstzweifel. Als Antwort auf diese Probleme entwickelten muslimische Denker wie Dschamal ad-Din al-Afghani (1837–1897), Muhammad Abduh (1849–1905) oder Raschid Rida (1865–1935) ein Islamverständnis, das vor allem eine Revitalisierung und Rückbesinnung auf koranische Werte und Traditionen propagierte. Würden sich die Muslime wieder wahrhaft auf ihre Religion besinnen, so würde die islamische Welt ihre alte Stärke zurückgewinnen. Die Errungenschaften der Moderne wurden dabei nicht per se abgelehnt, sondern sollten auf der Grundlage islamischer Werte in die Gesellschaften der muslimischen Welt integriert werden. Als Befürworter von technischem Fortschritt und gesellschaftspolitischer Reform werden die muslimischen Denker dieser Zeit auch als „islamische Modernisten“ bezeichnet.
Abduh und Rida verwarfen die vorherrschenden Vorstellungen der konservativ-traditionellen Rechtsgelehrten (Ulema), die zu jener Zeit vornehmlich als Instrumente der Regierung wahrgenommen wurden. Die islamischen Modernisten lehnten jede Veränderung der islamischen Lehre im engsten Sinne nach 855 ab, darunter die verschiedenen islamischen Rechtsschulen (Madhhab), die sie alle als Abkehr von der wahren islamischen Lehre betrachteten.

### Beginnendes 20. Jahrhundert: Eine Ideologie wird Teil des Systems
Die modernen islamistischen Bewegungen im engeren Sinne entwickelten sich in den 1920er und 30er Jahren. Die beiden Weltkriege im 20. Jahrhundert verwüsteten viele Teile des Nahen und Mittleren Ostens. Das Osmanische Reich wurde 1923 aufgelöst, wenig später erklärte Mustafa Kemal Atatürk das Sultanat sowie das Kalifat für abgeschafft. Während europäische Kräfte in Technik, Wissenschaft und vielem anderen den neuen Kolonien und Protektoraten weit überlegen schienen, hatte die alteingesessene Orthodoxie im Islam, vor allem in den Akademien von al-Azhar, der Moderne nichts entgegenzusetzen. Vor diesem Hintergrund gewannen die Ideen der Modernisten weiter an Bedeutung.
Die Überreste des Osmanischen Reiches wurden von den Siegermächten des Ersten Weltkrieges, Großbritannien und Frankreich, in Nationalstaaten geteilt, von denen viele unter Mandaten von Europa aus regiert wurden. Diese Zeit wird von islamischen Historikern als Zeit großer Demütigung gesehen, nicht nur des Islams als religiöser Lehre, sondern der gesamten arabischen/islamischen Zivilisation als solcher. Nach Erlangung der Unabhängigkeit wurden in vielen der ehemaligen Mandatsstaaten säkulare oder monarchische Staatsstrukturen installiert bzw. implantiert, die den traditionellen religiösen Überzeugungen der Bevölkerungen oftmals keine Rechnung trugen.

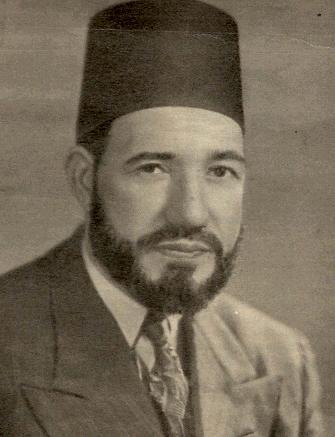
Hassan al-Banna

In diesen Zeiten des Umbruchs entwickelte sich eine neue, politisch orientierte Denkschule, die den Islam als Grundlage einer idealen Gesellschaft verfocht: Bis heute maßgeblich ist etwa die 1928 von dem ehemaligen Lehrer Hasan al-Bannā (1906–1949) im Königreich Ägypten gegründete Muslimbruderschaft (Al-Ikhwan al-Muslimun). Die Muslimbruderschaft kritisierte die als „dekadent“ verachtete Monarchie, die von Großbritannien installiert worden sei, sowie den Werteverfall als Konsequenz des kulturellen Niedergangs in Ägypten. Sie suchte die religiösen Dogmen wiederherzustellen und parallel alle Probleme der islamischen Länder mittels der islamischen Ordnung zu lösen. Der britische Einfluss im Land, der de facto noch bis 1952 anhielt, galt den Islamisten als Neokolonialismus, der bekämpft werden müsse.
Der in Indien und (ab 1947) in Pakistan wirkende Abū l-Aʿlā Maudūdī (1903–1979) mit seiner 1941 gegründeten Kaderpartei Jamaat-e-Islami übte ebenfalls einen bedeutenden Einfluss auf den modernen Islamismus aus. Im Iran entstand eine von der schiitischen Imamatslehre geprägte Sonderform des islamischen Fundamentalismus.

### 1950er und 1960er Jahre – Im Schatten des Pan-Arabismus

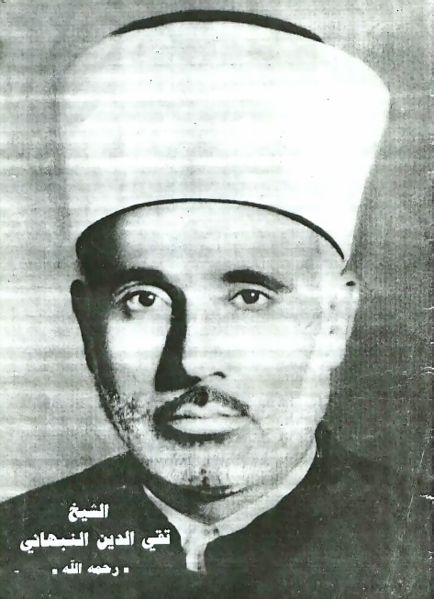
Taqiuddin al-Nabhani, Hizb ut-Tahrir-Gründer

Ein zentraler Einschnitt in der Geschichte des Nahen Ostens war der Palästinakrieg 1947–1949, der mit der Gründung des jüdischen Staates Israel und der Nakba, der Vertreibung von rund 700.000 Palästinensern aus dem heutigen israelischen Staatsgebiet sowie der Kriegsniederlage der arabischen Staaten einherging. Zwar bildete sich mit der von Taqiuddin al-Nabhani 1953 gegründeten Hizb ut-Tahrir innerhalb der Palästinenser eine indigene islamistische Bewegung, die meisten wandten sich jedoch säkular-linksnationalistischen Gruppen zu (Arabischer Sozialismus). Viele Menschen sahen in einem links-säkularen arabischen Pan-Nationalismus die Antwort auf die Niederlage von 1948/9, zu deren Wortführer und Führungsfigur der ägyptische Präsident Gamal Abd al-Nasser wurde. Nasser war 1954 an die Macht gekommen, nachdem er 1952 zuvor mit anderen Verbündeten aus der Bewegung der Freien Offiziere in einem Militärputsch den ägyptischen König Faruq abgesetzt hatte, wobei die Putschisten von der islamistischen Muslimbruderschaft unterstützt wurden.

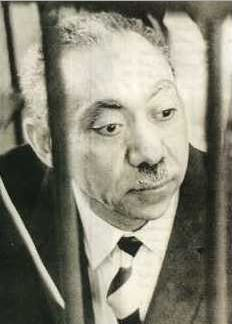
Sayyid Qutb

Nach dem Putsch führten die Spannungen zwischen den Militärs und den Muslimbrüdern zu deren massiver Unterdrückung durch Nasser und einer Radikalisierung von einflussreichen Ideologen wie Sayyid Qutb. In seinen Schriften entwickelte Qutb – hervorzuheben sind seine Werke „Im Schatten des Korans“ (Fī ẓilāl al-qurʾān) und „Zeichen auf dem Weg“ (Maʿālim fī ṭ-ṭarīq) – die Ansicht, dass die islamische Welt in die „Dschāhilīya“, die vorislamische Zeit der Unwissenheit zurückgefallen sei, aus der sich die Muslime erst wieder befreien könnten, wenn sie mittels des Dschihad zum wahren Islam zurückfänden. In islamistischen Kreisen wurde Qutbs Werk stark rezipiert. Während die Führungsspitze der Muslimbrüder seine Ansichten zurückwies und andere seine Forderungen metaphorisch interpretierten, sah eine dritte Gruppe in Qutbs Schrift einen Aufruf mit Gewalt die Veränderungen herbeizuführen, darunter die Anhänger der späteren al-Dschamāʿa al-islāmiyya. Qutb wurde 1966 hingerichtet. 1967 erlitten Ägypten, Syrien und Jordanien eine vernichtende Niederlage im Sechstagekrieg, bei dem Israel den Sinai, Gazastreifen, das Westjordanland und die Golanhöhen besetzte. Die Niederlage im Krieg von 1967 führte zum ideologischen Niedergang des Arabischen Sozialismus und Panarabismus, während der Islamismus nun als alternative ideologische Strömung an Bedeutung gewann.

### 1970- und 1980er-Jahre – Aufstieg neuer Akteure

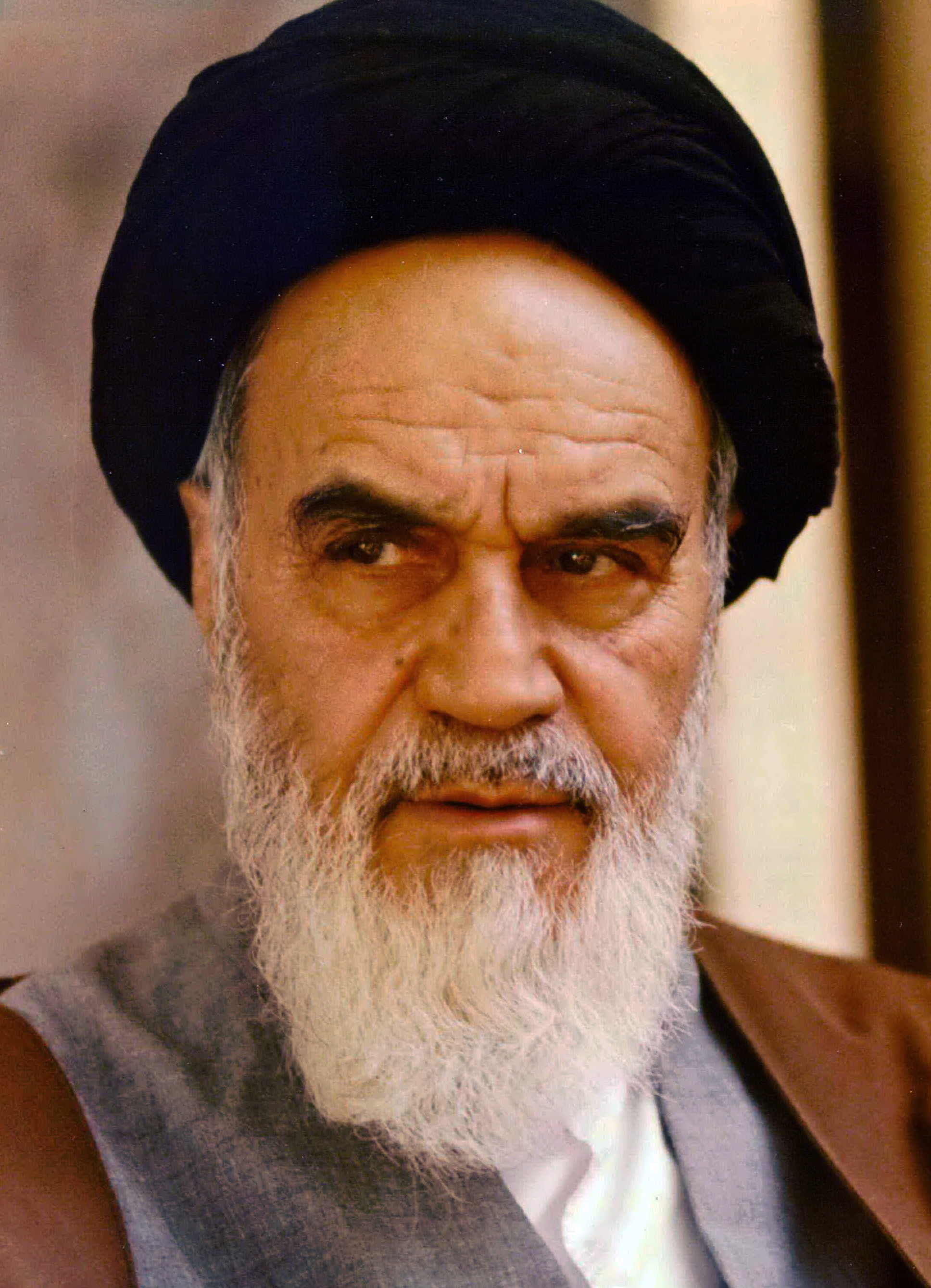
Ruhollah Chomeini, 1981

Ein Schlüsseljahr der Geschichte des Islamismus wurde durch drei zentrale Ereignisse und ihre Folgen das Jahr 1979.
Revolution und Gründung der islamistischen Islamischen Republik Iran
Im Frühjahr 1979 wurde im Iran durch die Islamische Revolution unter Führung von Ayatollah Ruhollah Khomeini das säkular-diktatorische Schah-Regime im Iran gestürzt. Die Revolution wurde außerhalb des Iran auch für nicht-schiitische Islamisten als inspirierendes Ereignis wahrgenommen. Nach der Revolution stimmten die Iraner in Referenden zunächst für eine Islamische Republik und schließlich für die Annahme einer Verfassung, in der Khomeinis Prinzip der „Herrschaft der Rechtsgelehrten“ verankert wurde. Khomeinis Islamisten dominierten politisch das Land; und strebten nach einem Export der Islamischen Revolution in andere muslimische Länder. Im Jahr nach der Revolution griff der Irak unter Saddam Hussein den Iran an, der darauf folgende Iran-Irak-Krieg (auch Erster Golfkrieg) dauerte bis 1988 und ging mit hunderttausenden Tote auf beiden Seiten einher. Während des Krieges nutzten die neuen iranischen Machthaber die Lage, um mit Repression und Terror gegen die verbliebene Opposition vorzugehen. Die Islamisten konsolidierten damit ihre Herrschaft.
Besetzung der Moschee von Mekka und Förderung des Salafismus
Im November 1979 besetzten in Saudi-Arabien militante wahhabitische Fanatiker unter Führung von Dschuhaimān al-ʿUtaibī die Große Moschee in Mekka, nahmen Pilger als Geiseln und forderten den Sturz der saudischen Monarchie und die Schaffung islamischer Gesellschaften nach ultra-wahhabitischer Vorstellung. Das saudische politische System beruhte damals auf einer Machtteilung zwischen dem Königshaus in politischen und dem wahhabitischen Klerus in gesellschaftlich-religiösen Fragen (diese Allianz endete Ende der 2010er-Jahre durch die faktische Entmachtung des Klerus unter König Salman ibn Abd al-Aziz und Kronprinz Muhammed bin Salman). Die Besetzung der Moschee wurde gewaltsam beendet; das saudische Regime entschloss sich jedoch, auf seine Kritiker wahhabitisch-islamistischen Kritiker stärker einzugehen. Innenpolitisch kam es zu einer strengeren Durchsetzung der religiös-wahhabitischen Vorstellungen, außenpolitisch wurden wahhabitisch-salafistische Bewegungen weltweit gefördert. In der Folge erstarkten nicht nur der Salafismus, sondern auch dessen militante Strömung, der Dschihadismus.
Sowjetisch-afghanischer Krieg und Förderung militanter Islamisten
In Afghanistan hatten 1978 kommunistische Kräfte in einem Putsch (Saurrevolution) die Regierungsgewalt übernommen. Das Regime versuchte mit brutalen Mitteln, eine revolutionäre Transformation des Landes, insbesondere der Landwirtschaft, durchzuführen. Das radikale, von staatlichem Terror begleitete Modernisierungsprogramm rief Aufstände in weiten Teilen der afghanischen Bevölkerung hervor und führte schließlich zum Einmarsch der Sowjetunion im Dezember 1979, die eine Marionettenregierung einsetzte. Die sowjetische Intervention verwandelte den Bürgerkrieg in einen internationalen Konflikt und befeuerte den Widerstand, der nun als Kampf gegen eine ausländische Besatzung wahrgenommen wurde. Die USA, Saudi-Arabien und weitere Staaten unterstützten im Rahmen der CIA-Operation Cyclone den Widerstand der Mudschaheddin vor allen Dingen mit Waffenlieferungen im Umfang von mehreren Milliarden US-Dollar, die über den pakistanischen Militärgeheimdienst ISI verteilt wurden. In weiten Teilen der islamischen Welt wurde die Intervention der Sowjetunion als Krieg von Nichtmuslimen gegen muslimische Glaubensgeschwister aufgefasst. Mehrere tausend Ausländer vor allem aus arabischen Ländern reisten nach Afghanistan, um sich am Dschihad gegen die sowjetischen Besatzer zu beteiligen. Die ausländischen Freiwilligen spielten im Kampf gegen die Sowjetunion zwar militärisch keine Rolle, waren für die Entstehung eines globalen Terrorismus jedoch bedeutsam. In Afghanistan trafen sich Osama bin Laden und Aiman al-Zawahiri und hier wurde Al-Qa'ida gegründet. Der Afghanistan-Krieg in den 1980ern wird als Wiege des transnationalen Dschihadismus angesehen, da viele der ehemaligen Afghanistan-Kämpfer in ihm folgenden dschihadistischen Bewegungen Schlüsselstellungen einnahmen. Die ausländischen Freiwilligen kehrten radikalisiert in ihre Heimatländer zurück, um den „nahen Feind“, die säkularen Regime in Ägypten und Algerien zu stürzen oder schlossen sich Guerillakämpfen in Bosnien oder Tschetschenien an.
Weitere bedeutende Entwicklungen
In Syrien zerschlug das Regime von Hafiz al-Assad die Muslimbruderschaft. Beim Massaker von Hama wurden große Teile der Stadt zerstört und rund 15.000 Menschen getötet.
Infolge des Libanonkrieges 1982 wurde mit Unterstützung der Islamischen Republik Iran unter Führung des Khomeini-Regimes im Libanon die schiitisch-islamistische Hizbullah-Partei gegründet. Die Hizbullah ist seither ein zentraler Machtfaktor im Libanon. In den von Israel besetzten Palästinensergebieten entstand 1988 nach Beginn der Ersten Intifada gegen die israelische Besatzung, die aus der Muslimbruderschaft hervorgegangene militant-islamistische Hamas.

### 1990er-Jahre – Aufstieg des islamistischen Terrorismus
Die 1990er-Jahre waren von einer Reihe von Konflikten bestimmt, die zu einer Radikalisierung islamistischer Bewegungen führte, von denen ein Teil zu den gewaltsamen Mitteln griff und ein anderer in den offenen Terrorismus überging.
Im August 1990 besetzte der Irak unter Führung von Saddam Hussein das kleine Nachbarland Kuwait. Im folgenden Zweiten Golfkrieg zwang eine internationale Koalition aus arabischen und westlichen Staaten unter Führung der USA den Irak letztlich zum Abzug. Für viele saudische Wahhabiten und andere Islamisten war die Stationierung nicht-muslimischer Truppen in den muslimischen Ländern ein Affront und führte zu wachsender Opposition insbesondere gegen das saudische Königshaus, unter anderem seitens Osama Bin Ladens und seiner Al-Qa'ida.
Nachdem sich Ende 1991 in Algerien ein Sieg der islamistischen Islamischen Heilsfront (FIS) bei den Parlamentswahlen abzeichnete, führte das Militär einen Staatsstreich durch, in dessen Folgen der bis 2002 andauernde Algerische Bürgerkrieg ausbrach; der Konflikt forderte über hunderttausend Tote und brachte islamistische Terrorgruppen wie die GIA hervor. Zudem beteiligten sich militante Islamisten auf Seiten der Bosniaken im Bosnienkrieg 1991–1995 und im Ersten Tschetschenienkrieg.
Nachdem die palästinensische säkulare PLO unter Yassir Arafat und die linksorientierte israelische Regierung von Jitzchak Rabin den Oslo II-Friedensprozess einleiteten, der auf eine Beilegung des Nahostkonflikts und die Schaffung eines unabhängigen palästinensischen Staates abzielte, versuchte die Hamas diesen mit gewaltsamen Mitteln, vor allem Selbstmordanschlägen, zu verhindern.

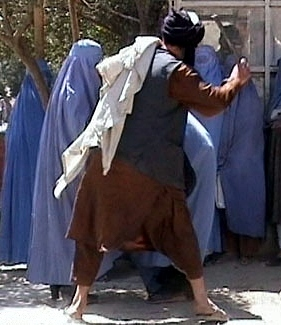
Taliban schlägt afghanische Frauen, 2001

In Afghanistan brachen nach dem Abzug der sowjetischen Armee Kämpfe zwischen den nun miteinander konkurrierenden Mudschaheddin-Gruppen Kämpfe aus (Afghanischer Bürgerkrieg (1989–2001)), aus denen die ultra-fundamentalistischen Taliban ab 1994 schließlich als stärkste Kraft hervorgingen und in ihrem Einflussgebiet eine Mischung aus ultra-radikaler Auslegung der Scharia und dem paschtunischen Stammesrecht umsetzen, wobei ihre Vorstellungen eher von letzterem geprägt sind. Die Talibanherrschaft ging besonders mit einer völligen Entrechtung der Frau einher. Zudem gewährten die neuen Machthaber anderen militanten Islamisten ihren Schutz, darunter auch der Al-Qa'ida, die terroristische Trainingslager einrichtete und bereits im gleichen Jahrzehnt Anschläge gegen US-amerikanische Einrichtungen durchführte, darunter 1998 die Bombenanschläge auf die US-Botschaften in Nairobi und Daressalam.

### 2000er-Jahre – 'Krieg gegen den Terror' und Irakkrieg

Anschlag auf das World-Trade-Center am 11. September 2001

Terroranschläge des 11. September 2001 und Afghanistankrieg
Am 11. September 2001 verübten islamistische Terroristen der Al-Qa'ida mit entführten Flugzeugen Selbstmordanschläge in den USA, bei denen rund 3.000 Menschen zu Tode kamen. Nachdem die Taliban sich weigerten die Führungsriege der Al-Qaida auszuliefern, stürzten die USA gewaltsam in der Operation Enduring Freedom mit Hilfe der afghanischen Nordallianz das Regime der Taliban und errichteten ein demokratisches Regime, die Islamische Republik Afghanistan. Der Führungsriege der Al-Qa'ida gelang die Flucht, 2011 wurde Osama Bin Laden von US-Geheimdiensten in Pakistan entdeckt und in der Operation Neptune Spear getötet. Nachdem die Taliban von der Macht vertrieben wurden, formierten sie sich neu und begannen schließlich einen Guerilla-Krieg gegen die neue afghanische Regierung, sowie ihre westlichen Verbündeten. Rund 20 Jahre nach Beginn der westlichen Intervention in Afghanistan zogen die USA und ihre NATO-Partner, darunter auch Deutschland, im Jahr 2021 ihre Truppen ab und übergaben die Sicherheitskontrolle sukzessiv an die afghanische Armee zurück. Zeitgleich rückten die Taliban vor und überrannten mit ihren Truppen mehrere Provinzstädte und drangen schließlich in die Hauptstadt Kabul vor. In der Folge kollabierte das politische System der Islamischen Republik Afghanistan und die Taliban übernahmen wieder die Macht im Land.
Irakkrieg 2003 und Eruption des islamistischen Terrorismus
Im Jahr 2003 stürzte eine Koalition der Willigen unter Führung der USA unter US-Präsident George W. Bush in einem völkerrechtswidrigen Krieg im Irak das Regime von Saddam Hussain und dessen Baath-Partei. Vorwände für den Krieg, die sich später als Lügen herausstellten waren vor allem, dass der Irak Massenvernichtungswaffen besitze und die Terrororganisation al-Qa'ida unterstütze. Nach dem raschen Sturz des Regimes wurde die Baath-Partei verboten und die irakische Armee aufgelöst, aus deren Reihen sich militante Widerständler zum Kampf gegen die Besatzung richtete, darunter auch sowohl sunnitische wie schiitische Islamisten, etwa die Mahdi-Armee von Muqtada al-Sadr. Der Jordanier Abū Musʿab az-Zarqāwī, Führer des irakischen Al-Qa'ida-Ablegers, führte militanten Aktionen gegen die Besatzungstruppen und gezielt Anschläge gegen Schiiten aus (darunter der Anschlag auf den Al-Askari-Schrein), wodurch sich die Spirale eines interkonfessionellen Bürgerkrieges zwischen Sunniten und Schiiten im Irak in Gang setzte. Der Irakkrieg und die Besatzungszeit kostete mehr als hunderttausend Iraker das Leben und ging mit einem massiven Ansehensverlust für die USA in der Welt einher.
Zugleich führten die Ereignisse nach dem 11. September 2001 und des Irakkrieges zu einem massiven Zulauf für den islamistischen Terrorismus. Neben dem Irak und Afghanistan überzog eine Welle der Gewalt durch islamistische Terroristen in den 2000er-Jahren auch andere muslimische Länder wie Pakistan, Jordanien, Marokko, Tunesien. 2004 verübten islamistische Terroristen in Spanien und 2005 in Großbritannien Anschläge mit hunderten Toten.
Nahostkonflikt
Im Jahr 2000 brach in Israel und den Palästinensergebieten infolge des Scheiterns des Friedensprozesses die Zweite Intifada aus, an der sich auch die Hamas mit Anschlägen beteiligte. Die Spannungen zwischen Israel und der schiitisch-islamistischen Hizbullah mündeten im Jahr 2006 in den Libanonkrieg. 2006 wurde die Hamas bei den palästinensischen Parlamentswahlen mit 44 % der Stimmen stärkste Kraft und gewann die absolute Mehrheit der Sitze im Parlament; 2007 eskalierten die Spannungen mit der säkularen Fatah, woraufhin die Hamas gewaltsam die Macht im Gazastreifen ergriff. Der Konflikt mit Israel, das 2006 eine Blockade des Gazastreifens verhängte, führte unter anderem zum Gazakrieg 2008/2009.
Weitere
In Somalia, das 1993 in einen Bürgerkrieg und Staatszerfall abglitt, übernahm 2006 die islamistische Union der islamischen Gerichte die Macht, woraufhin in ihrem Machtgebiet eine Phase des Friedens eintrat, ehe die Islamisten durch eine äthiopische Intervention von der Macht entfernt wurden. Radikalere und extremistische Teile der Bewegung fanden sich in der neu gegründeten dschihadistischen al-Shabab-Miliz zusammen, die seither die international anerkannte somalische Regierung bekämpft. Der ehemalige Führer der Union der islamischen Gerichte, Sharif Sheikh Ahmed, wurde 2009 Präsident Somalias.
In Russland dauerte der Zweite Tschetschenienkrieg von 1999 bis 2009, an dem sich militante Islamisten beteiligten. In dem Konflikt wurden vor allem Frauen, die sogenannten Schwarzen Witwen, als Selbstmordattentäterinnen eingesetzt. Größere Terrorakte waren u. a. 2002 die Geiselnahme im Moskauer Dubrowka-Theater und 2004 die Geiselnahme von Beslan.

### 2010er-Jahre – Der Arabische Frühling und seine Folgen
Der Arabische Frühling 2011
Im Dezember 2010 und im Frühjahr 2011 kam es in zahlreichen arabischen Ländern zu Massenprotesten gegen die autokratisch geführten Staatssysteme; die als Arabischer Frühling bekannt wurden. Anfangs waren diese von dem Wunsch nach wirtschaftlichen Reformen, Korruptionsbekämpfung, Liberalisierung und Demokratisierung bestimmt, wandelten sich in einigen Ländern jedoch infolge staatlicher Repression zu revolutionären Bewegungen. In Tunesien und Ägypten wurden die autokratischen Herrschaftssysteme weitestgehend friedlich gestürzt. In anderen Ländern erfolgten geringe bis mittlere Zusagen an die Demonstranten oder erstickten mögliche Aufstände durch Repression im Keim. In Bahrain, Libyen und Syrien reagierten die autoritären Regime mit massiver Gewalt. Während in Bahrain die Proteste erfolgreich mit staatlicher Repression und einer militärischen Intervention Saudi-Arabiens und der Vereinigten Arabischen Emirate eingedämmt wurden, weiteten sie sich in Libyen und Syrien zu Bürgerkriegen aus. Im Jemen trat Präsident Ali Abdullah Salih schließlich zurück, doch mündete der eingesetzte Staatszerfall und der nach wie vor bestehende Huthi-Konflikt schließlich in einen Bürgerkrieg und 2015 in eine weitgehende Machtübernahme der schitisch-islamistischen Huthi-Milizen im Land.
Islamisten als Wahlsieger des Arabischen Frühlings und Konterrevolution

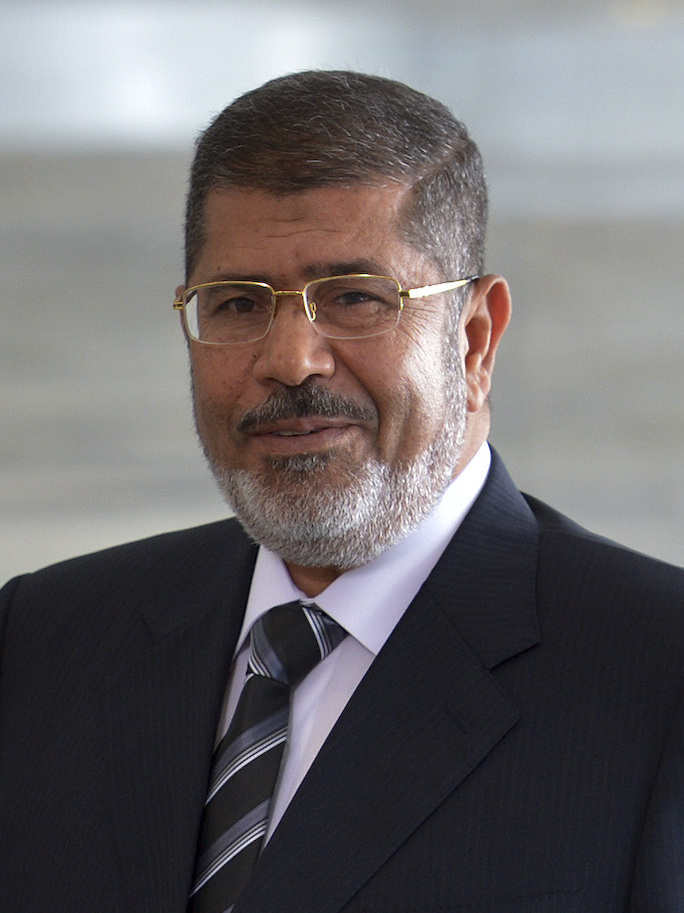
Muhammad Mursi, ägyptischer Präsident und ehemaliges Mitglied der Muslimbrüder

Die Revolutionen bzw. Reformzusagen führten in mehreren Ländern zum Sieg islamistischer Parteien bei Parlaments- und Präsidentschaftswahlen.
Ende 2011/Anfang 2012 gingen bei den ägyptischen Parlamentswahlen die Freiheits- und Gerechtigkeitspartei der Muslimbrüder und die salafistische Partei des Lichts als Wahlsieger hervor (47,2 %, bzw. 24,7 % der Parlamentssitze). Bei der Präsidentschaftswahl in Ägypten 2012 wurde der Kandidat der Muslimbrüder, Mohammed Mursi zum ersten demokratisch gewählten Staatspräsidenten gewählt. 2013 putschte das Militär unter General Abd al-Fattah al-Sisi gegen Mursi und ließ beim Rabia-Massaker ein Protestlager von Mursi-Anhängern räumen, wobei hunderte Menschen erschossen wurden. Mit dem Sturz von Mursi endete die kurze Epoche der ägyptischen Demokratie nach der Revolution. Seit 2013 regiert in Ägypten unter Präsident Abd al-Fattah as-Sisi wieder das Militär.
In Tunesien gewann Ende 2011 die Muslimbrüder-nahe islamistische Ennahda-Partei bei den Wahlen zur verfassungsgebenden Versammlung als stärkste Kraft 41,47 % der Parlamentssitze und ihr Führer Rached al-Ghannouchi zum Ministerpräsidenten gewählt. 2014 unterlag die Ennahda bei den Parlamentswahlen und gab die Macht ab. In Marokko wurde im November 2011 bei den Parlamentswahlen die moderat-islamistische Partei für Gerechtigkeit und Entwicklung stärkste Kraft, Premierminister wurde später Abdelilah Benkirane.
Bürgerkrieg in Syrien und Kalifat der Terrororganisation Islamischer Staat

Flagge der Terrororganisation Islamischer Staat

Nachdem in Syrien ab März 2011 das diktatorische Regime von Baschar al-Assad massive Gewalt mit tausenden Toten gegen friedliche Demonstranten verübte, begannen Oppositionelle und Deserteure der syrischen Armee sich ab Juli 2011 zur Freien Syrischen Armee und anderen bewaffneten Gruppen zusammenzuschließen, wobei islamistische Gruppierungen schon bald wesentlichen Einfluss innehatten. Der irakische Al-Qa'ida-Ableger Islamischer Staat Irak (ISI) entsandte Mitglieder nach Syrien und baute dort den syrischen Ableger Al-Nusra-Front auf. 2013 begann der ISI in Syrien in den vom Assad-Regime befreiten Gebieten die dortigen Rebellengruppen zu bekämpfen und schließlich im Jahr 2014 in weiten Teile Syriens und des Iraks die Herrschaft zu übernehmen. Die Terrororganisation nannte sich in Islamischer Staat um und rief ein Kalifat aus. In den folgenden Jahren wurde das IS-Kalifat in Syrien bis Ende 2019 durch die syrisch-kurdischen PKK-nahen Volksverteidigungseinheiten (YPG) und verbündete syrische Oppositionsgruppen und im Irak bis Ende 2017 durch die irakische Armee, die kurdischen Peschmerga und schiitische Milizgruppen, unter zentraler Beihilfe der Internationalen Militärallianz gegen den Islamischen Staat besiegt.

### 2020er-Jahre
Bei der jordanischen Parlamentswahl 2024 wurde die Islamische Aktionsfront, eine ideologisch zur Muslimbruderschaft gehörende Partei, stärkste Kraft (31 von 138 Sitzen), wobei sie ihr Ergebnis gegenüber der letzten Wahl verdoppelte. Dabei profitierte sie vom Unmut über den laufenden Israel-Gaza-Krieg (seit 2023).
Nach einer im November 2024 begonnenen Blitzoffensive der islamistischen Miliz Haiʾat Tahrir asch-Scham (HTS) gegen das diktatorische Assad-Regime, der sich verschiedene weitere bewaffnete Oppositionsgruppen anschlossen, wurde am 8. Dezember 2024 das Regime von Baschar al-Assad gestürzt. Im Januar 2025 wurde der HTS-Führer Ahmed al-Scharaa zum Übergangspräsidenten ernannt. Das Land ist nach wie vor in Einflusszonen verschiedener bewaffneter Organisationen geteilt.

## Ideologie
Das Spektrum des Islamismus umfasst verschiedenste Strömungen und Bewegungen, die sich in ihren historischen und religiös-konfessionellen Wurzeln, politischen und ideologischen Vorstellungen, Zielen und Methoden teils fundamental voneinander unterscheiden und mitunter gar feindlich gegenüberstehen.
Das Spektrum reicht von Islamisten, die sich rechtskonform an säkularen und demokratischen Systemen beteiligen und teils gar die Trennung von Religion und Staat akzeptiert haben (etwa die tunesische Ennahda-Partei), über Islamisten, die eine stärkere Rolle der Religion des Islam in Gesetzgebung und öffentlichem Leben verfolgen, bis hin zu Verfechtern eines theokratischen Staates. In Erreichung dieser Ziele können Islamisten sowohl gesetzeskonform in demokratisch-säkularen Systemen agieren, als auch genau deren Beseitigung anstreben, mitunter mit gewaltsamen, auch terroristischen Mitteln. Während die meisten islamistischen Bewegungen ihre Ziele in den nationalen Grenzen ihrer jeweiligen Länder umzusetzen versuchen, gibt es ebenso Bewegungen, die transnationale Ambitionen verfolgen (z. B. die Hizb ut-Tahrir, die ein globales, zentralistisches Kalifat anstrebt).
Gemeinsam ist islamistischen Bewegungen hingegen das Ziel einer Wiederherstellung eines vermeintlichen ursprünglichen und richtigen Islamverständnis und die Ausrichtung einer Gesellschaft an von ihnen als islamisch gedeuteten Normen; häufig durch eine Einführung des islamischen Rechts. Dabei wird der Islam nicht allein als eine spirituelle Religion, sondern als eine auch das weltliche Leben formende Lehre wahrgenommen.
Hassan al-Banna (gestorben 1949), der Begründer der Muslimbruderschaft, schrieb:

„Der Islam ist ein umfassendes System, das sich mit allen Aspekten des Lebens befasst; er ist ein Staat und ein Heimatland oder eine Regierung und eine Nation; er ist Moral und Stärke oder Barmherzigkeit und Gerechtigkeit; er ist Kultur und Gesetz oder Wissenschaft und Rechtsprechung; er ist Material und Wohlstand oder Gewinn und Reichtum; er ist Dschihad und Da'wa oder Armee und Idee, sowie aufrichtiger Glaube und korrekte Anbetung.“
Die Interpretation welche Werte als islamisch angesehen werden, als auch die ideologischen und methodischen Ausrichtungen islamistischer Bewegungen sind gleichsam von inneren wie äußeren Faktoren und dem Zeitgeist beeinflusst.

### Hauptmerkmale
Die Lehren der islamistischen Strömungen in den verschiedenen Ländern der islamischen Welt unterscheiden sich teilweise stark voneinander. Dies ist insbesondere dem Einfluss von landes- oder konfessionsspezifischen Traditionen geschuldet, wie ein Vergleich von islamischen Parteien in den Ländern des Mittleren Ostens und Südostasiens sichtbar macht. Trotzdem lassen sich gewisse Konstanten islamistischen Gedankengutes ausmachen. Dazu gehören:
Aufruf zur politischen und religiösen Einheit zwischen allen Muslimen (Panislamismus), der umma. Wichtige Aktivitätsfelder islamistischer Gruppen sind daher Aufrufe zur Solidarität mit Muslimen in aller Welt, besonders den Palästinensern und gegenwärtig den Irakern, beides Völker, die nach islamistischer Auffassung von einem ungläubigen Feind unterdrückt werden.
Staatlichkeit der Religion. Der Koran sowie der Prophet Mohammed kannten keinen weltlichen Staat und keine Nationalität, genauso wenig die Kalifate und Sultanate, in denen sich ein Nationalgefühl erst Ende des 19. Jahrhunderts ausbildete. Der Sinn eines Staates in seiner übergeordneten Form ist daher nicht die Beherrschung eines bestimmten Volkes, sondern die Umsetzung des göttlichen Gesetzes, der Scharia für alle Gläubigen sowie in der ganzen Welt. Nach Überzeugung des Islamismus kann die richtige Ausübung des Glaubens nur durch einen islamischen Staat, der auf den Gesetzen aus Koran und Sunna basiert, sichergestellt werden. Die genaue Staatsform ist umstritten, nur noch wenige islamistische Gruppen wollen nur ein Kalifat anerkennen, viele dagegen berufen sich auf verschiedene Staatsformen, die sich auf das Prinzip der shura (Konsultation des Herrschers mit der Bevölkerung) gründen. Essenziell bleibt, dass der wahre Souverän im islamischen Staate Gott ist.
Widerstand gegen jegliche fremde, nicht-islamische Einmischung, Beherrschung oder Fremdregierung durch das nicht-muslimische Ausland. Islamische Länder dürfen nur von Muslimen regiert werden. Viele islamistische Bewegungen gründen sich auf politischen Widerstand gegen eine Besatzungsmacht, zum Beispiel in den Palästinensergebieten und dem Libanon.
Wichtig ist die Unterscheidung zwischen moderatem Islamismus und radikalem, gewaltbereitem Islamismus, mit zahlreichen Strömungen, die sich zwischen den beiden Kategorien befinden. Radikale Gruppen gehören ebenso in die Kategorie „Islamisten“ wie moderate Akteure, die es anstreben, den Islam zur Richtschnur des sozialen und politischen Verhaltens zu machen. Islamistische Parteien und Interessengruppen weisen daher unterschiedliche Ziele auf – moderate islamistische Aktivisten lehnen Gewalt, radikalreligiöse Führer sowie die Einschränkung mancher persönlicher Freiheiten oft entschieden ab. Auch ist auf die Unterscheidung zwischen islamistischen und islamischen oder muslimischen Gruppen und Parteien zu achten. „Muslimische“ Gruppen und Parteien heben sich von Islamisten dadurch ab, dass sie sich nicht für eine Politisierung der Religion einsetzen. Sie fallen nicht automatisch in die Kategorie „islamistisch“.
Der deutsche Politologe Armin Pfahl-Traughber nannte 2011 in einem Dossier für die Bundeszentrale für politische Bildung folgende Punkte als typische Merkmale des Islamismus:
1. Absolutsetzung des Islam als Lebens- und Staatsordnung
2. Gottes- statt Volkssouveränität als Legitimationsbasis
3. der Wunsch nach ganzheitlicher Durchdringung und Steuerung der Gesellschaft
4. homogene und identitäre Sozialordnung im Namen des Islam
5. Frontstellung gegen den demokratischen Verfassungsstaat
6. Potenzial zu Fanatismus und Gewaltbereitschaft.[71]

### Islamismus und Demokratie
Da die Ideologien des Islamismus einen starken Bezug zu einer Form von islamischem Staat, Gesetzgebung, und Exekutive haben, ist die Staatsform eines islamischen Staates in jeder islamistischen Ideologie von größter Bedeutung. Die Meinungen darüber gehen jedoch auseinander.
Argumente gegen die Demokratie als Staatsform basieren auf der Meinung, dass die Demokratie an sich den theologischen Grundsätzen des Islams entgegenstehe: nämlich der Herrschaft und Souveränität Gottes (hukm-ullah oder hakimiyyat-ullah bei Abū l-Aʿlā Maudūdī und Sayyid Qutb), was jede Form einer Souveränität des Volkes ausschließe. Diese Denkrichtung gründet vor allem auf den Werken Maududis und Sayyid Qutbs. Ayman Dhawahiri betrachtet die Demokratie als shirkun billah, der Beistellung anderer Götter neben Gott; die extremistische Hizb ut-Tahrir bezeichnet die Demokratie als nizam-u-kufr, ein System des Unglaubens. Es sei für Muslime haram, nach einer Demokratie zu rufen oder daran teilzuhaben. Demokratische Staatsformen werden außerdem als unislamisch angesehen, weil die gewährte persönliche Freiheit zu Handlungen führten, die nach dem Islam verboten sind, zum Beispiel zu moralisch verwerflichem Verhalten wie Prostitution.
Dagegen steht eine Denkrichtung, der sich u. a. die von Rached al-Ghannouchi geführte tunesische islamistische Ennahda-Partei, der fundamentalistische Politiker Hasan at-Turabi und Teile der ägyptischen und jordanischen Muslimbruderschaft anschließen. Diese Denkrichtung betrachtet die Demokratie als eine dem Islam naheliegende Staatsform zur Überwachung der Regierung. Ghannuchi und andere basieren diese Auslegung auf die dem Islam eigene Idee der Schūrā, einer Ratsversammlung, in der der Herrscher sich mit den Volksvertretern bzw. den Rechtsgelehrten abstimmt. Ghannouchi betrachtet die Demokratie, wenn auch nicht in ihrer säkularen Form, als geeignete Staatsverfassung, um Despotismus zu unterbinden und sicherzustellen, dass die Scharia, das islamische Gesetz, angewandt wird. Er versteht das Prinzip der Souveränität Gottes als eines, das den Herrscher dazu auffordere, nicht despotisch und eigenmächtig zu regieren, da die wahre Gerichtsgewalt bei Gott liege.
Nach Ansicht des Islamwissenschaftlers Martin Riexinger ist der Islamismus nicht mit dem demokratischen Verfassungsstaat in Einklang zu bringen. Der von Islamisten erhobene universale Geltungsanspruch des göttlichen Rechts widerspreche dem Prinzip der Volkssouveränität.
Laut einem Forschungsbericht des Österreichischen Integrationsfonds ist die Ablehnung der Demokratie unter zugewanderten Muslimen in Österreich umso stärker, je mehr diese Personen sich am Islam orientieren.

### Weitere Ideologeme zu Staat und Gesellschaft

#### Religiöse Minderheiten
Da dem Islam (wie auch dem Islamismus) eine direkte Zwangsmissionierung fremd ist, werden religiöse Minderheiten, sofern sie zu den Buchreligionen (wie Christen, Juden etc.) gehören, vom Staat beschützt (Dhimmi-Status). Islamistische Gruppen unterscheiden sich in ihren Vorstellungen eines solchen „Schutzes“. Viele wollen Minderheiten die volle Ausübung ihrer Religion erlauben, andere wollen die öffentliche Ausübung des Glaubens einschränken. In den meisten islamistischen Ideologien würden Andersgläubige weitgehend die gleichen Rechte wie Muslime genießen, allerdings wären sie von bestimmten politischen Ämtern und dem Tragen von Waffen ausgeschlossen und hätten anstelle der für Muslime obligatorischen Zakatsteuer eine spezielle Kopfsteuer („Dschizya“) zu bezahlen. Zur Christenverfolgung in der islamischen Welt siehe dagegen den Weltverfolgungsindex.

#### Antisemitismus
Der Antisemitismus stellt für die Argumentation des Islamismus ein zentrales Element dar. Islamisten richten sich entschieden gegen Juden und gegen Israel, die Bezeichnungen werden zumeist synonym verwendet. Israel wird als illegitime Besatzungsmacht arabischen Landes abgelehnt, das Judentum gilt als Konkretisierung einer angeblich gottlosen Moderne. Ihm wird die Verantwortung für den krisenhaften Zustand vieler islamischer Gesellschaften zugewiesen. Hier zeigt sich die aus dem westlichen Antisemitismus entlehnte Vorstellung einer jüdischen Weltverschwörung. Diese antisemitischen Überzeugungen konnten um sich greifen, weil es sowohl im Koran als auch in den Hadithen antijudaistische Passagen gibt.
Zu den wichtigsten programmatischen Texten des islamistischen Antisemitismus gehört der 1950 veröffentlichte Aufsatz Ma’rakatuna ma’ al-yahud (Unser Kampf mit den Juden) von Sayyid Qutb. Darin behauptet er eine unveränderte Kontinuität der Juden seiner Gegenwart seit der Zeit Mohammeds, die immer gegen den Islam agitiert und Anschläge verübt hätten und alles tun würden, „um die Gemeinschaft der Muslime von ihrer Religion zu entfernen und sie dem Koran zu entfremden“. Sie würden „töten, massakrieren und Propheten verleumden“, weshalb Allah schließlich Adolf Hitler gesandt habe. Qutb hoffte, dass ähnliche Herrscher wieder auftreten mögen, „um den Juden die schlimmste Art der Strafe zu verpassen; damit wird er sein eindeutiges Versprechen erfüllen.“
Als Beleg für eine angebliche jüdische Weltverschwörung führten und führen spätere Islamisten die Protokolle der Weisen von Zion an, eine ursprünglich russischsprachige Fälschung bzw. Fiktion aus dem Anfang des 20. Jahrhunderts. Mit Zitaten daraus begründete etwa Muhammad Sayyid Tantawi, Scheich der Azhar von 1996 bis 2010, in seiner Dissertation von 1966 seine Behauptung, „die Juden“ seien seit je Feinde der Muslime gewesen. 2011 berief sich der Oberste Rechtsgelehrte des Iran, Ali Chamene’i, auf die Protokolle, als er sagte, dass „das Abartige und Primitive“, das in den führenden meinungsbildenden Medien dieser Welt zu finden sei, mit den in den Protokollen formulierten Zielen auf einer Linie liege. Die Webseite Radio Islam nutzt seit 1996 die Protokolle als Waffe in ihrem Kampf gegen Juden und Zionisten. Die palästinensische Hamas beruft sich in ihrer 1988 entstandenen Charta explizit auf sie, um die Behauptung zu belegen, „die Juden“ strebten die Vorherrschaft über den gesamten Nahen Osten, wenn nicht gar die Weltherrschaft an:

„Das zionistische Vorhaben ist grenzenlos, und nach Palästina streben sie nach der Expansion vom Nil bis zum Euphrat. Wenn sie das Gebiet völlig verschlungen haben, zu dem sie vorgedrungen sind, trachten sie nach einer weiteren Expansion und so fort. Ihr Vorhaben steht in den ‚Protokollen der Weisen von Zion‘, und ihr gegenwärtiges Tun ist der beste Beleg für das, was wir sagen.“

Die im Libanon aktive schiitische Hisbollah („Partei Gottes“) bestreitet rundweg ein Existenzrecht Israels, das sie stets nur als „das zionistische Gebilde“ apostrophiert, und strebt dessen Vernichtung an. Ihr Generalsekretär Hassan Nasrallah beschimpfte Juden als „Nachkommen von Affen und Schweinen“. Im von der Hisbollah kontrollierten Fernsehen wird die Verschwörungstheorie verbreitet, seit Jahrhunderten gebe es eine geheime jüdische Weltregierung, und auch die ursprünglich christliche Ritualmordlegende wird wiederaufgegriffen. In der Hamburger Terrorzelle, aus der die Haupttäter der Anschläge vom 11. September 2001 kamen, spielte Antisemitismus eine große Rolle. Der Täter des Überfalls auf einen koscheren Supermarkt in Paris am 9. Januar 2015, Amedy Coulibaly, rechtfertigte seine Verbrechen damit, „die Juden“ seien für die „Unterdrückung des Islamischen Staates“ und der Muslime „überall“ verantwortlich.

#### Frauenbild

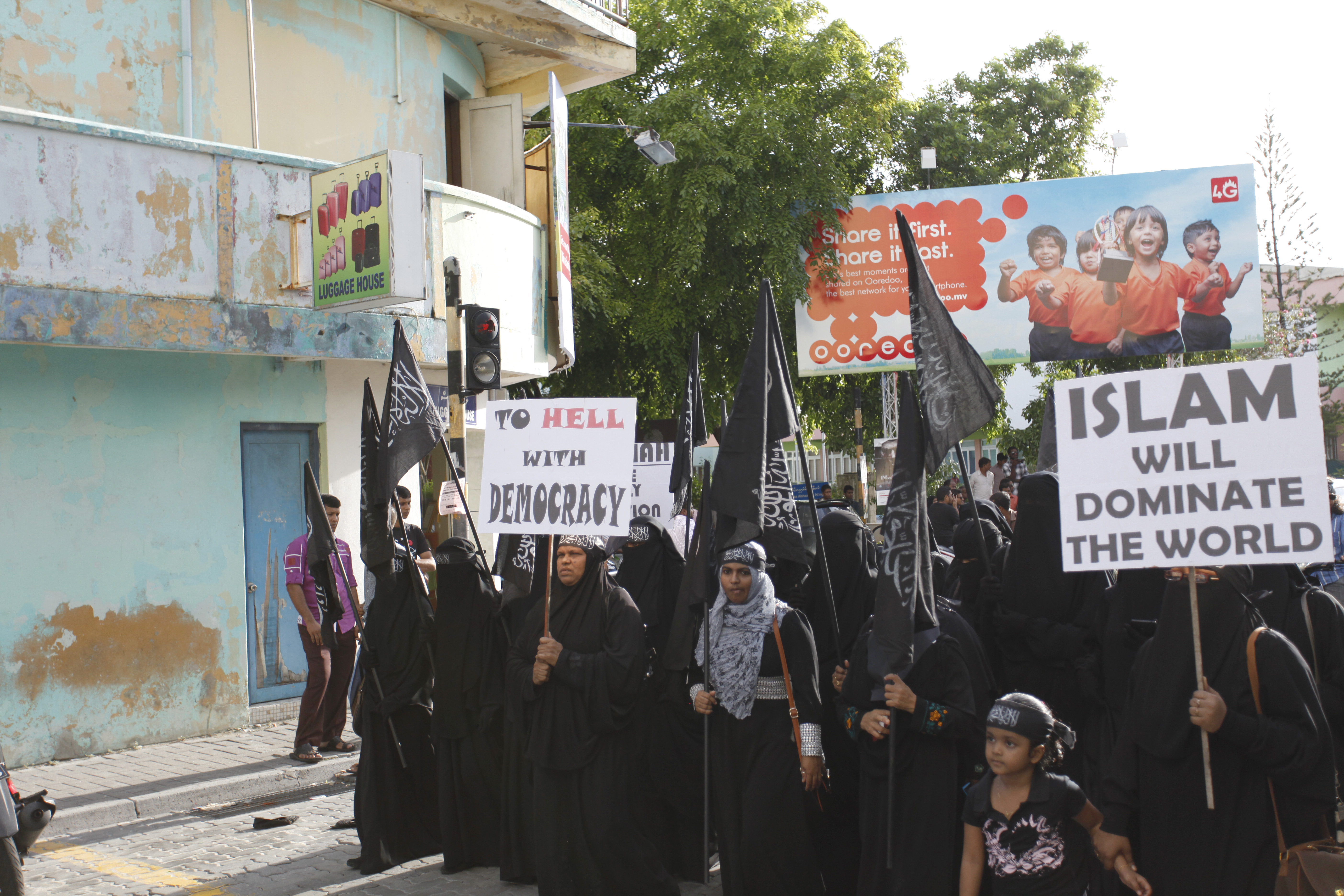
Proteste von Frauen (2014) für die Einführung der Scharia auf den Malediven mit dem Poster „Der Islam wird die Welt beherrschen“ (Islam will dominate the world)

Das Bild der Frau in islamistischen Ideologien ist ebenfalls sehr unterschiedlich. Die grundlegende Auffassung der meisten Islamistengruppen besteht darin, die Frau zuerst in ihrer häuslichen Umgebung zu sehen; politische und religiöse Aktivität, Arbeit und Unterhaltung sind ihnen jedoch nicht verboten, sofern sich solche Aktivitäten mit der Familie vereinbaren lassen. Viele islamistische Organisationen und Parteien haben parallele Frauenkomitees und Vereine, in denen Frauen politisch aktiv werden können. Dies verdeutlicht, dass das Bild der Frau im Islamismus weder einheitlich noch eindimensional ist. Viele Islamisten sehen sich daher sogar als Reformer, die Frauen vor veralteten Traditionen schützen, die in ihrer Essenz unislamisch sind. Andere Gruppen dagegen lehnen Frauen in der Öffentlichkeit ab und predigen ein patriarchalisches Frauenbild.

## Einflüsse, Formen und Strömungen

### Salafismus
Der Salafismus bezeichnet eine Strömung im modernen islamischen Denken, die eine Rückkehr zum ursprünglichen Islam der frommen Vorväter, dem Propheten Mohammed sowie den vier rechtgeleiteten Kalifen fordert. Die Strömung wird allgemein als eine Entwicklung des 19. Jahrhunderts verstanden, das als Reaktion auf den wachsenden europäischen Einfluss im Osmanischen Reich und die wachsende Schwäche des Sultanats entstand. Der Salafismus lehnt mit als erster Trend im Islam die Tradition der Ulama ab, wie auch kulturelle Einflüsse, den Sufismus, und fordert eine Wiederaufnahme des Idschtihad, die individuelle Interpretation der Texte des Islam. Der Salafismus ist ein Trend, der auf Denkern beruht, die nicht notwendigerweise eine klerikale Ausbildung besitzen. Als Väter des Salafismus werden u. a. Dschamal ad-Din al-Afghani (1838–1897), Muhammad Abduh (1849–1905) sowie Raschid Rida (1865–1935) betrachtet. Der Salafismus kann als einflussreiche Strömung und Vorläufer des späteren Islamismus betrachtet werden.

### Fundamentalismus/Neofundamentalismus
Der Begriff Fundamentalismus entstand in den USA der 1920er-Jahre und bezog sich ursprünglich auf protestantische Christen.
Uṣūliyya bezeichnet in der Shia die rationalistische islamische Jurisprudenz, besonders den idjtihad.
Der französische Islamwissenschaftler Olivier Roy charakterisiert den islamischen Fundamentalismus vor allem als Denkweise innerhalb des Islam, die der religiösen Orthodoxie der Geistlichen (ulama) gegenübersteht. Im Gegensatz zum Islamismus versteht sich der Fundamentalismus jedoch hauptsächlich als Bewegung, die die Bevölkerung selbst und nicht zuerst den Staat verändern will. Die Islamisierung der Gesellschaft nimmt daher Priorität über politischen Aktivismus. Der islamische Fundamentalismus bzw. Neofundamentalismus ist nach Roys Definition konservativ, vertritt daher wenig Frauenrechte, was im starken Kontrast zu den meisten islamistischen Gruppen steht, und sieht die Einführung der Scharia als wichtigen Angelpunkt für eine erfolgreiche Islamisierung der Gesellschaft. Die Form der Regierung dagegen wird als weniger wichtig angesehen als die Einhaltung religiösen Rechts selbst.
Der angloamerikanische Historiker Bernard Lewis bezeichnet die Anwendung des Begriffs Fundamentalismus auf den Islam als unglücklich und irreführend, da er ursprünglich auf das Christentum angewendet wurde. Dort bezeichnet er zumeist protestantische Strömungen, die den göttlichen Ursprung und die Unfehlbarkeit der Bibel verfechten. Auf den Islam ließe sich dieses Konzept, so Lewis weiter, jedoch nicht anwenden, da der Glaube an den göttlichen Ursprung des Koran zu den Grundfesten der Religion gehört und daher jeder Muslim dem Wortsinne nach ein Fundamentalist sei. Ähnlich spricht Abdelwahab Meddeb davon, dass die Keime des Islamismus bereits im koranischen Text enthalten seien. Ihm zufolge wäre es sehr viel einfacher, wenn es diese islamistische Lektüre des Korans nicht gäbe.
Diesen Ansichten stehen Islamwissenschaftler wie Gilles Kepel sowie Olivier Roy entgegen, die Bernard Lewis und anderen ein eindimensionales und essenzialistisches Weltbild des Islam vorwerfen.
Der islamische Fundamentalismus ist, der dominierenden öffentlichen Meinung zufolge, politisch und nicht religiös bedingt. Er ist ein Objekt der Sicherheitspolitik. Es handelt „sich beim islamischen Fundamentalismus um eine politische Bewegung, die die Religion für nichtreligiöse Belange instrumentalisiert und missbraucht“.
Volker von Prittwitz, Professor für Politikwissenschaft an der Freien Universität Berlin (Otto-Suhr-Institut), schrieb 2002 einen Aufsatz Zivile oder herrschaftliche Religion? – Fundamentalismus, Religionsfreiheit und die Verantwortung des zivilen Staates. Darin untersucht er unter anderem die Frage, ob Fundamentalismus eine „politisch verfälschte Religion“ ist.

## Islamismus-Diskussion
Die Diskussion unter Muslimen bezüglich der Rolle von Staat und Religion ist so alt wie die Religion des Islam. Der Koran wird von traditionalistischen Muslimen als vollendete Offenbarung betrachtet, der alle Regeln für das Zusammenleben der Menschen enthält. Erläutert und erweitert werden diese Regeln in der Sunna bzw. den Hadithen, den Überlieferungen über das Leben und die Auffassungen des Propheten Mohammed. Da der Koran diese Regeln enthält, benötigt die muslimische Umma nach dieser Auffassung kein menschengemachtes Recht in all jenen Rechtsfragen, die schon im Koran und in den Hadithen geregelt sind. Für Anhänger von islamistischen, fundamentalistischen und religiös konservativen Denkschulen verbietet sich deswegen jegliches menschengemachtes Recht in diesen Bereichen – der Mensch dürfe nicht versuchen, es Gott gleich oder sogar besser als er zu tun, indem er Gottes Gesetze ignoriere und eigene Gesetze schaffe. Solche Gesetze werden als Ursache für viele „Missverhältnisse“ und „Übel“ der gegenwärtigen Gesellschaften gesehen. Eine Rückkehr zu den göttlichen Gesetzen verspricht Islamisten eine Verbesserung der Verhältnisse.
Kontrovers sind vor allem die Themenbereiche Muslime im nicht-muslimischen Ausland, Frauen sowie die tatsächliche Form eines islamischen Staates, in dem ja auch nicht-muslimische Minderheiten (Dhimmis) leben. Islamische bzw. islamistische Parteien und Interessengruppen vertreten daher sehr unterschiedliche Standpunkte, angefangen von moderaten Gesetzesänderungen in nur wenigen, essenziellen Bereichen wie dem Familienrecht, bis hin zum totalitären theokratischen Staat. Auch finden sich starke Unterschiede zwischen Sunniten und Schiiten: Sunniten betrachten die Herrschaft von Menschen als legitim vor Gott; der orthodoxe Schiismus kann sich dagegen keine menschliche Herrschaft auf der Erde vor Wiedererscheinen des Mahdi vorstellen. Gebrochen mit dieser Tradition hat Ajatollah Chomeini nach der Revolution von 1979, als er argumentierte, dass eine weltliche Herrschaft des obersten religiösen Juristen von Gott als legitim betrachtet wird, solange der Mahdi noch nicht wieder erschienen ist.
Problematisch ist auch die Einschätzung radikaler Islamisten bzw. deren Bedrohungspotenzial. Während einige der islamistischen Gruppierungen und ihre Anhänger nicht militant sind, gibt es andere, die radikal in ihren Auslegungen und Handlungen sind und Gewalt zur Durchsetzung befürworten. Besonders die Frage, wie Muslime in nicht-muslimischen Ländern, wie zum Beispiel in Europa, leben sollen, ist von Seiten der Imame und Rechtsgelehrten des Islam nicht eindeutig geklärt. Radikale Vereine nutzen diese Unklarheit. In den Ländern, in denen muslimische Minderheiten leben, existiert deswegen eine lebhafte Debatte darüber, wie man das Bedrohungspotenzial der Islamisten untersuchen kann. Probleme entstehen hierbei durch Sprachbarrieren und der selbstgewählten Abschottung der islamistischen Gruppierungen. Gewissheit über die tatsächlichen Absichten von radikalen Gruppen zu erhalten erweist sich oft als schwierig.
Einer der schärfsten Kritiker der Islamisten in dieser Zeit war der ägyptische Jurist Muhammad Saʿīd al-ʿAschmāwī, Mitglied des ägyptischen Staatsrats und zeitweise Vorsitzender des Staatssicherheitsgerichts. Er warf den Islamisten in seiner 1987 veröffentlichten Schrift Der politische Islam (al-Islām as-siyāsī) vor, sie strebten die Errichtung einer faschistischen Diktatur im Gewand der Religion an.

## Begriffsgeschichte
Französische Wissenschaftler und Journalisten sahen sich in den 1970er Jahren vor der Herausforderung, den politisch-fundamentalistischen und extremistischen Islam korrekt zu beschreiben und einzuordnen. Dieses Bestreben wurde maßgeblich ausgelöst durch die Anwesenheit und das Wirken des schiitischen Ajatollahs Ruhollah Chomeini in Paris sowie die in Ägypten und Algerien aufkeimenden Protestbewegungen, die sich auf ein fundamentalistisch ausgelegtes Islamverständnis, d. h. auf eine wörtliche Auslegung des Korans, bezogen. Der Begriff des Fondamentalisme traf jedoch in Frankreich aufgrund seines amerikanischen Ursprungs auf Ablehnung. Die Alternative Intégrisme schied ebenfalls aus, da sie zu stark mit christlich-katholischen Bezügen konnotiert war. Folglich setzte sich zunehmend der Begriff des Islamisme durch, wenn auch gegen anfängliche Widerstände. Der Orientalist und Historiker Maxime Rodinson sprach sich vehement gegen Islamisme bzw. Islamismus aus. Islamismus wurde in Frankreich, aber auch in Deutschland, tatsächlich noch bis zum Beginn des 20. Jahrhunderts ohne Bezug zu Fundamentalismus und Extremismus synonym mit Islam verwendet. Rodinson gab zu bedenken, dass die Verwendung dieses Begriffs es den Rezipienten erschweren könne, fortan zwischen Extremisten und einfachen Gläubigen zu unterscheiden. Der Sozialwissenschaftler Gilles Kepel veröffentlichte 1983 in Frankreich das Buch Le Prophète et Pharaon. Les mouvements islamistes dans l’Égypte contemporaine (Der Prophet und der Pharao. Islamistische Bewegungen im heutigen Ägypten). Mit der Übersetzung des Buches ins Englische im Jahr 1984 begann sich der Begriff, nach anfänglicher Übertragung des französischen Islamiste als Islamicist, immer stärker durchzusetzen. In der Mitte der 1990er Jahre war der Begriff schließlich auch in der außerfranzösischen Forschung weit verbreitet. In französischer Sprache wird die Ideologie zumeist als «intégrisme» bezeichnet, was den Fokus darauf richtet, dass die Anhänger wieder alle Lebensbereiche unter die Grundsätze des Islams stellen wollen. Sadiq al-Azm führt diesen Begriff darauf zurück, dass im 20. Jahrhundert die Islamgelehrten die Macht über die meisten Lebensbereiche verloren haben. Verblieben sind nur noch „Heirat, Scheidung, Geburt, Tod und Erbrecht“. Die anderen Bereiche wie Wirtschaft, Gesellschaft, Kunst, Medien wurden ganz oder weitgehend säkular.
Der Islamwissenschaftler Tilman Nagel (* 1942) vertrat 2005 in seinem Essay Islam oder Islamismus? Probleme einer Grenzziehung die Meinung, eine Unterscheidung zwischen Islam und Islamismus sei „ohne Erkenntniswert“. „Islam und Islamismus sind solange nicht voneinander zu trennen, wie Koran und Sunna als absolut und für alle Zeiten wahr ausgegeben werden“, so Nagel. Er verwendet das Wort „Islamismus“ und setzt in seiner Argumentation den Begriff letzten Endes mit dem orthodoxen Islam gleich. Nagel argumentiert, der Islam sei von Hause aus – mit Ausnahme der Muʿtazila – fundamentalistisch. Der Islam richte sich nicht wie das Christentum in einem bestehenden Staat ein, sondern gründe „einen eigenen“. Historisch führt Nagel dies auf die frühislamische Gemeinde unter Mohammed zurück, dessen Wirken Nagel zufolge „von Anfang an ein entschiedenes Streben nach Dominanz über alle anderen Menschenverbände“ innewohnte, weil es sich „als unerschütterbar wahr und endgültig richtig auffasste. Die Anwendung von Gewalt zur Selbstbehauptung und dann zur Unterwerfung anderer Gemeinschaften, die eben nicht islamische waren, ist demgemäß ein wesentliches, wenn nicht das wesentliche Merkmal der Geschichte des Wirkens Mohammeds in Medina.“

## Islamismus in Europa

### Deutschland
Von den 5,6 Millionen Muslimen in Deutschland werden Stand 2023 durch das Bundesamt für Verfassungsschutz 27.200 Personen als Islamisten eingestuft. Salafisten bilden mit 10.500 Personen die zahlenmäßig bedeutendste islamistische Strömung in Deutschland. Anhänger des Dschihadismus, d. h. Islamisten, die einen islamischen Gottesstaat mit Gewalt herbeiführen wollen, gibt es rund 1.000 bis 2.000 in Deutschland.

### Schweiz
In der Schweiz leben etwa 310.000 vorwiegend sunnitische Muslime (4,26 % der Bevölkerung), 40.000 von ihnen sind Schweizer Staatsbürger. 10 bis 15 Prozent von ihnen sind praktizierende Moslems. 2014 wurde die Zahl gewaltbereiter Islamisten in der Schweiz von Experten auf „einige Dutzend bis einige Hundert“ geschätzt. Einer der bekanntesten Islamisten der Schweiz war der Konvertit Ahmed Huber.
Im Juni 2007 verurteilte das Bundesgericht die marokkanischstämmige Belgierin und Islamistin Malika El Aroud, die auch Witwe des Mörders von Ahmad Schah Massoud, Dahmane Abd el-Sattar ist, und ihren zweiten Ehemann Moez Garsallaoui wegen Terrorpropaganda im Internet. Die aus der schweizerischen Gemeinde Düdingen betriebene Internetseite verbreite Informationen über den Bau von Bomben und Hinrichtungsvideos.
Seit der Gründung des Vereines Islamischer Zentralrat Schweiz IZRS sind u. a. die Konvertiten Nicolas Blancho und Qaasim Illi präsent. Der Verein und die Personen stehen nach verschiedenen Vorkommnissen unter Beobachtung.

### Österreich
Der österreichische Verfassungsschutz sieht 2018 im „islamistischen Extremismus und Terrorismus“ die größte Bedrohung für das Land.
Am 2. November 2020 wurden in Wien im Zuge eines als islamistisch eingestuften Terroranschlags 5 Personen getötet (inklusive des Täters) und über 20 teils schwer verletzt. Als Reaktion auf den Anschlag wurden in den folgenden Tagen zwei radikalislamische Moscheen geschlossen, in denen der Täter verkehrte und die zu seiner Radikalisierung beigetragen haben sollen. Dabei handelt es sich um die 2016 von der IGGÖ eingerichtete Tewhid-Moschee in Meidling und die nicht der IGGÖ unterstehende Melit-Ibrahim-Moschee in Ottakring. In letzterer sollen auch der wegen Mitgliedschaft in einer terroristischen Vereinigung verurteilte Mohamed M. und der 2018 wegen Anschlagsplänen zu neun Jahren Haft verurteilte Lorenz K. verkehrt haben.

### Großbritannien
Bei einer Gesamtbevölkerung von 60 Millionen Einwohnern leben in Großbritannien ca. 1,6 Millionen Muslime. Ballungsgebiete sind vor allem Bradford, Oldham, Burnley, Leicester, Birmingham und die Hauptstadt London. Zusammen mit einer großen Zahl anderer nicht-muslimischer Einwanderer stellen diese Ballungsgebiete oft soziale Brennpunkte dar. Unter anderem kamen alle Attentäter des 7. Juli aus Bradford und waren britische Staatsbürger.
Das gesellschaftliche Klima hat sich seit diesen Anschlägen stark verändert. Die Behörden in Großbritannien praktizieren traditionell große Toleranz in Fragen der Freiheit der Meinungsäußerung, allerdings verschärft sich der Ton, etwa wenn die Regierung Universitäten nun offiziell auffordert, muslimische Studenten „aufmerksam zu beobachten“. Schon in den 1990er Jahren wurden vereinzelt Stimmen laut, die mit Bezug auf die große Anzahl an fundamentalistischen Muslimen in Großbritannien von „Eurabien“ oder „Londonistan“ sprechen und London nicht nur als europäische, sondern auch als muslimische Kulturhauptstadt beschreiben. Eine wichtige Intention junger, äußerlich ihrer britischen Heimat angepasster Anhänger dieser islamistischen Theologie ist das Gefühl, für die Erschaffung eines revolutionären Staates zu kämpfen, der am Ende der ganzen Welt die Gerechtigkeit des Islam bringen wird.
Einzelne britische Moscheen sind seit längerem Treffpunkt für den Austausch unter gleichgesinnten Islamisten. So empfiehlt beispielsweise der Londoner Imam Omar Bakri Muhammad, Anführer der radikalen Sekte al Muhajiroun, als einzige Form der Auseinandersetzung mit nichtmuslimischen Gesellschaften weiterhin den Dschihad und äußerte sich mehrfach lobend über terroristische Anschläge gegen die USA, Israel und andere westliche Staaten. Nach den Anschlägen verließ er Großbritannien in Richtung Libanon, wo er im November 2010 unter Terrorverdacht festgenommen wurde. Lange Zeit durfte auch der an der Nord-Finsbury-Park-Moschee predigende Scheich Abu Hamza al-Masri etlichen später als Terroristen und Al-Qaida-Kader entlarvten Islamisten Anweisungen für ihre Missionen geben, bevor er auf Druck der Vereinigten Staaten festgenommen wurde. Im Oktober 2012 wurde al-Masri in die USA ausgewiesen.

## Post-Islamismus
Der Begriff „Post-Islamismus“ wird häufig mit der „französischen Schule“ der Islamismus-Analyse in Verbindung gebracht, insbesondere mit Olivier Roy und Gilles Kepel. Roy eröffnete die Debatte 1992 mit dem Buch „The Failure of Political Islam“, in dem er argumentierte, dass der Mangel an Erfolg der Islamisten bei der Machtübernahme und ihre zunehmende Teilnahme an pluralistischen politischen Systemen die „Domestizierung“ und Verwässerung des Islamismus zeigten. Auch nach den Wahlsiegen islamistischer Parteien 2011, etwa in Tunesien und Ägypten, behielt Roy seine These bei, dass diese Parteien keine klare ideologische Vision bieten. 2004 entwickelte Roy seine „Post-Islamismus“-These weiter. Er identifizierte mehrere Merkmale des Wandels:
1. Islamistische Bewegungen sind nationalistisch orientiert und haben den Pan-Islamismus aufgegeben.
2. Der globale Status quo belohnt Marktwirtschaft und Demokratie mehr als die Durchsetzung der Scharia.
3. Es gibt keinen zuverlässigen „Muslim Vote“, da Wähler ihre Interessen und nicht ihre religiöse Identität priorisieren.
4. Islamisten haben zur Modernisierung und Säkularisierung ihrer Gesellschaften beigetragen, indem sie Demokratie und Zivilgesellschaft betonten.
5. Die „Re-Islamisierung“ der Gegenwart ist eine individualistische Praxis und hat wenig mit politischer Islamisierung zu tun.[113]

Für Roy bedeutet dies, dass der Islamismus als revolutionäres Projekt zunehmend durch eine Form von sozial-konservativen politischen Parteien ersetzt wurde, die wenig von anderen politischen Strömungen zu unterscheiden sind. Auch die sozialpolitische Rhetorik des Islamismus sei verschwunden, und selbst quasi-revolutionäre Islamisten hätten ihre eigenen Projekte zugunsten nationaler Interessen aufgegeben. So seien auch ehemalige Dschihadisten bereit, in demokratischen Wahlen zu konkurrieren. Kepel argumentiert ähnlich, indem er darauf hinweist, dass Islamisten heute oft die Sprache der universellen Menschenrechte verwenden und keine kohärente politische Agenda mehr haben. Auch er sieht eine Tendenz zur Säkularisierung, da der Islamismus paradoxerweise die Bedingungen für seine eigene Überflüssigkeit geschaffen habe. Asef Bayat, der erstmals den Begriff „Post-Islamismus“ verwendete, unterscheidet zwei Bedeutungen: eine, in der Islamisten die Legitimität ihrer Ideologie infrage stellen, und eine zweite, in der es um eine bewusste Überwindung des Islamismus geht, ohne ihn aufzugeben. Dabei sieht Bayat als normatives Projekt, das Islamismus in sozialen, politischen und intellektuellen Bereichen überwinden will, ohne jedoch anti-islamisch oder säkular zu sein. Bayat verbindet den Begriff zunehmend mit „progressivem Islam“, bei dem post-islamistische Bewegungen Rechte, Pluralität, Historizität und Mehrdeutigkeit betonen. Er argumentiert, dass Islamismus und Post-Islamismus keine Gegensätze sind und Muslime gleichzeitig Elemente beider Praktiken annehmen können.
Post-Islamismus lässt sich in politischen Perspektiven erkennen, die klassische islamische Begriffe nicht ablehnen, sondern breiter interpretieren, um die Rechte und Freiheiten größerer Gruppen zu berücksichtigen. Post-Islamisten in Ägypten lehnen die Idee der hakimiyya (Gottesherrschaft) ab und vertreten die Ansicht, dass Werte wie Gerechtigkeit von Gott stammen, aber durch Demokratie garantiert werden. Sie glauben, dass der beste Weg, Gerechtigkeit zu gewährleisten, Demokratie ist. Post-Islamisten betonen, dass nur wenige Korantexte politische Bedeutung haben, und sie sehen die islamische Rechtswissenschaft als menschliches Unternehmen, das den Menschen mehr Freiheit gibt, die Scharia zu interpretieren. In Saudi-Arabien und Ägypten gab es ähnliche post-islamistische Trends, die Demokratie, Menschenrechte und eine konstitutionelle Monarchie forderten. Diese Bewegungen stießen jedoch auf Widerstand und wurden von den Behörden verfolgt. Post-Islamisten setzen sich auch für die Gleichstellung von Sunniten und Schiiten sowie die Rechte von Nicht-Muslimen ein, indem sie die Konzepte von dhimmis und umma neu interpretieren, um die Inklusion von Christen und die Gleichheit von Muslimen und Nicht-Muslimen zu betonen.
Das Konzept von Bayat verbindet den Post-Islamismus mit politischen Parteien im Nahen Osten – wie die marokkanische Partei für Gerechtigkeit und Entwicklung (PJD) – mit christlich-demokratischen und sozialdemokratischen Parteien in europäischen Ländern. Der Grund dafür ist, dass sowohl diese post-islamistischen Parteien als auch die europäischen Parteien trotz ihrer nicht-demokratischen (religiösen) Wurzeln die liberale Demokratie akzeptiert haben, dabei jedoch eine abgeschwächte Bezugnahme auf ihre (religiöse) Ideologie beibehalten. Post-islamistische Ideen haben sich nicht nur innerhalb der Muslimbruderschaft entwickelt, sondern auch in anderen Teilen der muslimischen Welt verbreitet, darunter Länder wie Indonesien, Pakistan und Türkei. Im arabischen Raum hat die Muslimbruderschaft post-islamistische Züge gezeigt, insbesondere mit ihrem Fokus auf den Staat und politischer Partizipation. Diese Merkmale traten bereits früh in ihrer Geschichte in Syrien unter der Führung von Mustafa al-Siba‘i zutage. In Marokko hat die PJD Reformen betrieben, indem sie Texte kontextualisierte und einen flexiblen Ansatz zur Scharia befürwortete, der breitere islamische Werte über strikte Rechtsvorschriften stellte. Ebenso unterstützt Ennahda in Tunesien eine flexible Anwendung der Scharia und konzentriert sich auf Gerechtigkeit und Freiheit anstatt auf starre Gebote und Verbote. Allerdings ist das bedeutendste Beispiel für Post-Islamismus in Ägypten die Al-Wasat-Partei, das versucht, über den klassischen Islamismus hinauszugehen und zeigt, dass eine Gruppe mit einem zentristischen Ansatz zum Islam post-islamistische Perspektiven annehmen kann.

### Politischer Islam, Islamismus allgemein
- Muriel Asseburg (Hrsg.): Moderate Islamisten als Reformakteure – Rahmenbedingungen und programmatischer Wandel. SWP, Berlin 2007 (PDF); Neuausgabe unter dem Titel Moderate Islamisten als Reformakteure? Bpb, Bonn 2008, ISBN 978-3-89331-883-4.
- Abteilung Verfassungsschutz der Senatsverwaltung für Inneres und Sport Berlin (Hrsg.): Islamismus – Diskussion eines vielschichtigen Phänomens. Berlin 2005
- Floris Biskamp, Stefan E. Hößl (Hrsg.): Islam und Islamismus. Perspektiven für die politische Bildung. NBKK, Gießen 2013, ISBN 978-3-00-041758-0.
- Sabine Damir-Geilsdorf: Islamismus – eine Einführung, Bundeszentrale für politische Bildung, Bonn 2024.
- Dan Diner: Versiegelte Zeit. Über den Stillstand in der islamischen Welt. Propyläen, Berlin 2005, ISBN 3-549-07244-9.
- Mohammed Djassemi: Die Grundzüge der islamischen Ideologie. In: Politische Studien. Sonderheft Naher Osten, München 1980; erweiterter Reprint: Der Islamische Fundamentalismus. Grundzüge der islamischen Ideologie im Iran. Djassemi, Tinnum 2004, ISBN 3-938104-03-1.
- Friedrich Erich Dobberahn: Verlust und Rückeroberung der Heilsgeschichte – Zur Entstehung des schi'itischen Islamismus. In: Wilhelm Eppler (Hrsg.): Fundamentalismus als religionspädagogische Herausforderung. V&R Academic / V&R unipress, Göttingen, 2015, ISBN 978-3-8471-0419-3, S. 105–138.
- Gisbert Jörg Gemein, Hartmut Redmer: Islamischer Fundamentalismus. Aschendorff, Münster 2005, ISBN 3-402-06556-8.
- Julia Gerlach: Zwischen Pop und Dschihad. Muslimische Jugendliche in Deutschland. Links, Berlin 2006, ISBN 3-86153-404-5.
- Hamid Reza Yousefi, Sarah Ginsburg: Kultur des Krieges. Amerikanismus – Zionismus – Islamismus. Nordhausen 2007.
  - Rezension von Ismail Küpeli, zuerst erschienen in analyse+kritik. Nr. 507, 16. Juni 2006.
- Gilles Kepel: Le prophète et pharaon. 1984
  - Der Prophet und der Pharao. Das Beispiel Ägypten: Die Entwicklung des muslimischen Extremismus. Piper, München / Zürich 1995, ISBN 3-492-03786-0.
- ders.: Jihad. 2000.
  - Das Schwarzbuch des Dschihad. Aufstieg und Niedergang des Islamismus. Piper, München / Zürich 2002, ISBN 3-492-04432-8.
- ders.: Fitna. 2004.
  - Die neuen Kreuzzüge. Die arabische Welt und die Zukunft des Westens. Piper, München / Zürich 2004, ISBN 3-492-04643-6.
  - Die politische Sprache des Islam. Rotbuch, Berlin 1991, ISBN 3-88022-769-1; Europäische Verlags-Anstalt, Hamburg 2002, ISBN 3-434-46103-5.
- ders.: The Crises of Islam. Modern Library, 2003.
  - Die Wut der arabischen Welt. Warum der Jahrhunderte lange Konflikt zwischen dem Islam und dem Westen weiter eskaliert. Campus, Frankfurt am Main / New York, 2003, ISBN 3-593-37343-2.
- Albrecht Metzger: Islamismus. Europäische Verlagsanstalt, Hamburg 2005, ISBN 3-434-46238-4.
- Peter L. Münch-Heubner: Islamismus oder Fundamentalismus? Ein Beitrag zu einem akademischen Glaubenskrieg. In: Hans Zehetmair: Der Islam. Im Spannungsfeld von Konflikt und Dialog. Wiesbaden 2005, S. 36–48.
- Tilman Nagel: Islam oder Islamismus? Probleme einer Grenzziehung. In: Hans Zehetmair: Der Islam. Im Spannungsfeld von Konflikt und Dialog. Wiesbaden 2005, S. 19–35.
- Martin Riesebrodt: Die Rückkehr der Religionen. Fundamentalismus und der „Kampf der Kulturen“. Beck, München 2000, ISBN 3-406-45928-5.
- Thomas Schmidinger, Dunja Larise (Hrsg.): Zwischen Gottesstaat und Demokratie. Handbuch des politischen Islam. Zsolnay, Wien 2008, ISBN 978-3-552-06083-8.
- Tilman Seidensticker: Islamismus: Geschichte, Vordenker, Organisationen. Beck, München 2014, ISBN 978-3-406-66069-6.
- Bassam Tibi: Die Krise des modernen Islam. Eine vorindustrielle Kultur im wissenschaftlich-technischen Zeitalter. Beck, München 1981, ISBN 3-406-06028-5; erweiterte Ausgabe: Suhrkamp, Frankfurt 2001, ISBN 3-518-28489-4.
- ders.: Der religiöse Fundamentalismus im Übergang zum 21. Jahrhundert. BI-Taschenbuchverlag, Mannheim u. a. 1995, ISBN 3-411-10501-1.
- Matenia Sirseloudi: Zwischen Assimilation und Abgrenzung. Die Bedeutung der Religion für die Identität der türkischen Diasporagemeinschaft in Deutschland. In: B. Oberdorfer, P. Waldmann: Die Ambivalenz des Religiösen. Religionen als Friedensstifter und Gewalterzeuger. Rombach, Freiburg 2008, S. 289–314.
- ders.: Radikalisierungsprozesse in der Diaspora, in: APuZ 44/2010, S. 39–43 (link).
- Khadija Katja Wöhler-Khalfallah: Islamischer Fundamentalismus. Von der Urgemeinde bis zur Deutschen Islamkonferenz. Schiler, Berlin 2009, ISBN 978-3-89930-229-5.
- Ernst Nolte: Die dritte radikale Widerstandsbewegung: Der Islamismus. Landt, Berlin 2009, ISBN 978-3-938844-16-8.
- Johannes Kandel: Islamismus in Deutschland – Zwischen Panikmache und Naivität. Herder, Freiburg im Breisgau / Basel 2011, ISBN 978-3-451-30399-9.
- Boualem Sansal: Allahs Narren. Wie der Islamismus die Welt erobert. Merlin, Vastorf-Gifkendorf 2013, ISBN 978-3-87536-309-8.
- Imad Mustafa: Der politische Islam. Zwischen Muslimbrüdern, Hamas und Hizbollah. Promedia, Wien 2013, ISBN 978-3-85371-360-0.
- Martin Kramer: Coming to Terms: Fundamentalists or Islamists? Middle East Quarterly. Spring 2003.
- Heiko Heinisch und Nina Scholz: Alles für Allah: Wie der politische Islam unsere Gesellschaft verändert. Molden Verlag, Wien/Graz 2019, ISBN 978-3-222-15029-6.

### Islamistische Bewegungen
Al-Qa'ida
- Gilles Kepel: Jean-Pierre Milelli: Al-Qaida – Texte des Terrors. Piper, München 2006.
- Behnam T. Said: Geschichte al-Qaidas, C. H. Beck, München 2018.

Hamas und palästinensischer Islamismus
- Ziad Abu-Amr: Islamic Fundamentalism in the West Bank and Gaza. Indiana University Press, Indianapolis, 1994.
- Joseph Croitoru: Hamas, dtv, München 2007.
- Beverly Milton-Edwards: Islamic Politics in Palestine. I.B.Tauris, New York 1996.

Hizbullah
- Joseph Croitoru: Die Hisbollah: Irans Schattenarmee vor den Toren Israels, C. H. Beck, München 2025.
- Jamal Sankari: Fadlallah – The Making of a Radical Shi'ite Leader, Saqi, London 2005.

Hizb ut-Tahrir
- Patrick Möller: Hizb ut-Tahrir – Comeback einer verbotenen Organisation. In: Rauf Ceylan, Michael Kiefer (Hrsg.): Der islamische Fundamentalismus im 21. Jahrhundert. Springer VS, Wiesbaden 2022.
- Reza Pankhurst: Hizb ut-Tahrir – The untold History of the Liberation Party. Hurst and Company, London 2016.

Muslimbruderschaft
- Johannes Grundmann: Islamische Internationalisten. Strukturen und Aktivitäten der Muslimbruderschaft und der islamischen Weltliga. Reichert, Wiesbaden 2005, ISBN 3-89500-447-2.
- Gudrun Krämer: Der Architekt des Islamismus – Hasan al-Banna und die Muslimbrüder, C. H. Beck, München 2022.
- Richard P. Mitchell: The Society of the Muslim Brothers. Oxford University Press, New York 1969.
- Muhammad Sameer Murtaza: Die ägyptische Muslimbruderschaft – Geschichte und Ideologie, Verlag rotation, 2011.

Salafismus
- Hazim Fouad, Behnam T. Said (Hrsg.): Salafismus – Auf der Suche nach dem wahren Islam, Herder, Freiburg im Breisgau 2014.
- Rüdiger Lohlker: Die Salafisten, C. H. Beck, München 2017.

Taliban
- Ahmed Rashid: Taliban – Die Macht der afghanischen Gotteskrieger, C. H. Beck, München 2022 (aktualisierte Ausgabe 2000).

### Islamismus nach Regionen
Nordafrika
- Bernhard Schmid: Algerien – Frontstaat im globalen Krieg? Neoliberalismus, soziale Bewegungen und islamistische Ideologie in einem nordafrikanischen Land. Unrast, Münster 2005, ISBN 3-89771-019-6.
- Isabelle Werenfels: Vom Umgang mit den Islamisten im Maghreb. Zwischen Einbindung und Unterdrückung. SWP, Berlin 2005 (PDF).

Sub-Sahara-Afrika
- Michael Bröning, Holger Weiss (Hrsg.): Politischer Islam in Westafrika. Eine Bestandsaufnahme. Lit, Berlin / Münster 2006, ISBN 3-8258-9349-9.

Tschetschenien (Islamismus in...)
- Julija Jusik (als Julia Jusik): Die Bräute Allahs. NP Buchverlag, St. Pölten/Wien/Linz 2005.
- Bernd Georg Thamm: Der Dschihad in Asien. dtv, München 2008.

### Militanter Islamismus und Terrorbedrohung
- Uwe Backes, Eckhard Jesse: Islamismus – Djihadismus – Totalitarismus – Extremismus. in: Uwe Backes, Eckhard Jesse (Hrsg.): Jahrbuch Extremismus und Demokratie. Band 14, Baden-Baden 2002, S. 13–26.
- Bertelsmann Stiftung (Hrsg.): Violence, Extremism and Transformation. Verlag der Bertelsmann Stiftung, Gütersloh 2006, ISBN 3-89204-921-1 (Einleitung; PDF, 2,1 MB).
- Babette Bonn: Märtyrer und kein Ende? Der religiöse Hintergrund der islamischen Selbstmordattentäter. Literareon, München 2003, ISBN 3-8316-1100-9.
- Michel Dormal: Terror und Politik. Eine politische Analyse des Islamismus aus Sicht einer kritischen Theorie von Antisemitismus und totaler Herrschaft. Lit, Berlin 2009, ISBN 978-3-8258-1948-4.
- Graue Wölfe, Islam und türkischer Staat. Hintergründe, Geldgeber und Ziele rechter und islamischer Gruppen unter Migranten und Migrantinnen in der BRD. Versuch einer Darstellung. GNN-Verlag, Köln 1994, ISBN 3-926922-27-3.
- Peter Heine: Terror in Allahs Namen. Extremistische Kräfte im Islam. Herder, Freiburg 2001, ISBN 3-451-05240-7.
  - erweiterte und aktualisierte Ausgabe: Terror in Allahs Namen. Hintergründe der globalen islamistischen Gewalt. Herder, Freiburg 2015, ISBN 978-3-451-34269-1.
- Andreas Hubertus: Tödliche Werkzeuge Gottes. Merkmale terroristischer Theologie in Christentum und Islam. (= Schriften zur Extremismus- und Terrorismusforschung. Band 12). Hochschule des Bundes für öffentliche Verwaltung, Brühl 2018, ISBN 978-3-938407-90-5. (hsbund.de)
- Matthias Küntzel: Djihad und Judenhass. Über den neuen antijüdischen Krieg. Ca Ira, Freiburg 2002, ISBN 3-924627-07-X.
- Souad Mekhennet, Claudia Sautter, Michael Hanfeld: Die Kinder des Dschihad. Die neue Generation des islamistischen Terrors in Europa. Piper, München / Zürich 2006, ISBN 3-492-04933-8.
- Thomas J. Moser: Politik auf dem Pfad Gottes: Zur Genese und Transformation des militanten sunnitischen Islamismus. innsbruck university press, Innsbruck 2012, ISBN 978-3-902811-67-7.
- Reinhard Scholzen: Antiwestlicher Hass im Namen des Propheten. Islamismus und islamistischer Terrorismus im Spiegel der Verfassungsschutzberichte. In: Deutsche Gesellschaft für Wehrtechnik (Hrsg.): Global campaign against terrorism. Eine Herausforderung für die deutsch-amerikanische Partnerschaft. Berlin 2002, S. 18–27.
- Alice Schwarzer (Hrsg.): Die Gotteskrieger und die falsche Toleranz. Kiepenheuer & Witsch, Köln 2004, ISBN 3-462-03105-8.
- Elmar Theveßen: Terroralarm. Deutschland und die islamistische Bedrohung. Rowohlt Berlin, Berlin 2005, ISBN 3-87134-548-2.
- Bassam Tibi: Fundamentalismus im Islam. Eine Gefahr für den Weltfrieden? Primus-Verlag, Darmstadt 2000, ISBN 3-89678-163-4; 3. ergänzte Auflage: Wissenschaftliche Buchgesellschaft, Darmstadt 2002.
- Lawrence Wright: Der Tod wird euch finden. Al-Qaida und der Weg zum 11. September. Ein Spiegel-Buch bei DVA, München 2007, ISBN 978-3-421-04303-0 (Amerikan. Original: The Looming Tower: Al Qaeda and the Road to 9/11. Knopf, NYC 2006, ISBN 0-14-102935-8).

### Post-Islamismus
- Asef Bayat: Making Islam Democratic: Social Movements and the Post-Islamist Turn. Stanford University Press, Stanford 2007.
- Asef Bayat: Post-islamism: The Changing Faces of Political Islam. Oxford University Press, New York 2013.
- Werner Schiffauer: Nach dem Islamismus – Die Islamische Gemeinschaft Milli Görüs. Eine Ethnographie. Suhrkamp Verlag, Berlin 2010.
- Olivier Roy: The Failure of Political Islam. Harvard University Press, Cambridge 1998.

### Dossiers, Themenschwerpunkte, Specials
- Dossier Islamismus der Bundeszentrale für politische Bildung (Bundeszentrale für politische Bildung)
- Infodienst Radikalisierungsprävention der Bundeszentrale für politische Bildung
- nah-ost.info – Definition „Islamismus“
- Die vielen Gesichter des Islamismus (Bundeszentrale für politische Bildung)
- Religion und Politik in der islamischen Welt (Bundeszentrale für politische Bildung)
- Islam, Islamismus und Jihadismus in den Medien, Bundeszentrale für politische Bildung
- BKA – Ermittlungen gegen islamistische Straftäter
- Politikwissenschaftliche Literatur zum Thema Islamismus und Islamischer Fundamentalismus in der Annotierten Bibliografie der Politikwissenschaft

### Allgemeiner religiöser und islamischer Fundamentalismus
- Senatsverwaltung für Inneres, Abteilung Verfassungsschutz, Berlin: Islamismus – Diskussion eines vielschichtigen Phänomens (Berlin, 2005) PDF